# Cucina siciliana

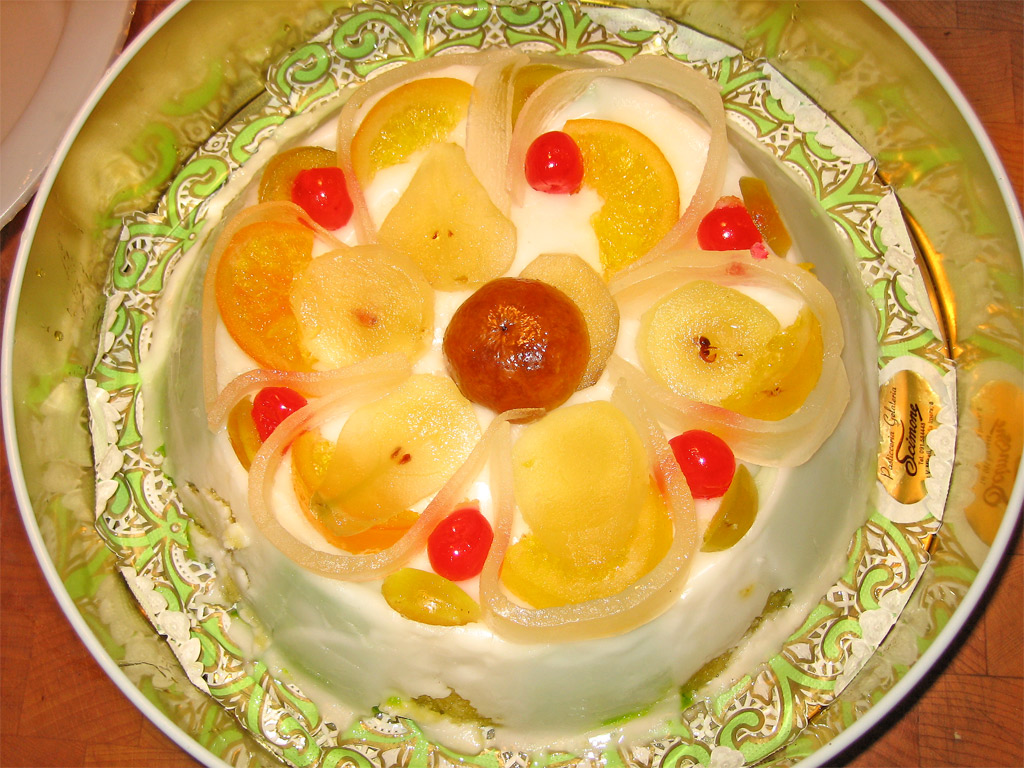
La cassata siciliana è uno dei dolci più noti della pasticceria siciliana

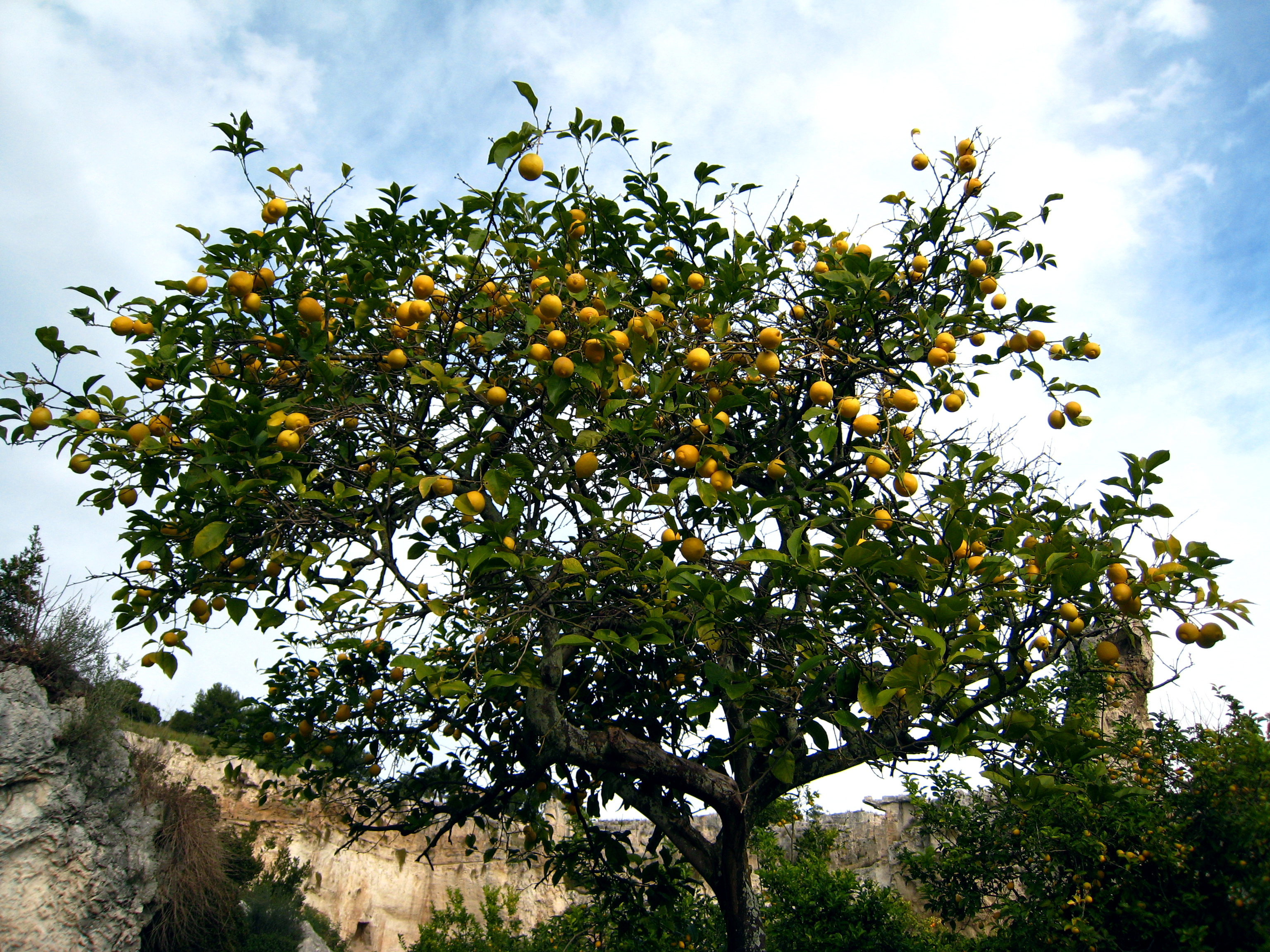
I limoni, frutto simbolo della Sicilia.

La cucina siciliana è l'espressione dell'arte culinaria sviluppata in Sicilia e strettamente collegata alle vicende storiche, culturali e religiose dell'isola. Questa cucina è stata profondamente influenzata dalle varie culture che hanno attraversato l'isola nel corso della storia, in particolare: quella greca antica, bizantina, araba, ebraica, spagnola, francese e italiana.
Nelle colonie greche venivano preparate pietanze a base di pesce, olive, fave, pistacchi e verdure fresche, accompagnate da vino. I Romani disboscarono vaste porzioni della Sicilia per coltivare in modo estensivo il grano, che veniva panificato nell'Isola con semi di papavero, di cumino o di sesamo, ed introdussero il consumo delle lumache e del garum, oltre a dare un nuovo impulso alla vinificazione ed alla produzione di uve da tavola.
Le influenze musulmane risalgono in particolare alla dominazione araba della Sicilia nel X secolo e XI secolo, e includono l'uso di albicocche, zucchero, agrumi, meloni dolci, riso, zafferano, uva passa, noce moscata, chiodi di garofano, pepe, pinoli e cannella. Si riscontrano anche influenze normanne nella preparazione di alcuni piatti di carne. La comunità ebraica che risiedeva nell'isola ha lasciato un segno profondo, soprattutto nel sugo all'aglio o nella preparazioni a base di frattaglie. 
Gli Spagnoli introdussero numerosi prodotti dal Nuovo Mondo, tra cui cacao, mais, peperoni e pomodori, insieme ad altri prodotti.
L'isola è ricca di spezie e piante aromatiche: origano, menta, rosmarino, basilico vengono utilizzati largamente. Il terreno fertile produce arance e limoni in quantità. Mandorle, ficodindia, pistacchio e olive sono altri simboli culinari nei quali l'isola eccelle. Notevole è l'uso di ortaggi e verdure fresche come melanzane, peperoni e pomodori, e pesce come tonno, pesce spada, pesce azzurro, polpo, seppie, ricci di mare, orata e branzino. La cucina siciliana è sovente ritenuta la più ricca di specialità e la più scenografica d'Italia. Alcuni dei cibi più noti a livello globale sono il cannolo siciliano, la cassata siciliana, la pasta di mandorle, la frutta Martorana, la iris, la granita, il gelato e le arancine, veri e propri simboli della Sicilia nel mondo.
Molte le pietanze a diffusione esclusivamente locale: nella maggior parte dei casi si tratta di varianti della stessa ricetta regionale, ma in alcuni casi questi cibi, come ad esempio le panelle palermitane, hanno una preparazione e una commercializzazione rilevata esclusivamente nella loro zona di origine.
Il gelato ha origini siciliane, si narra infatti che qui, già ai tempi della dominazione araba, fosse in uso preparare una sostanza, molto simile al gelato, chiamata sharāb (sorbetto). Gli Arabi di Sicilia mescolavano la neve dell'Etna con della canna da zucchero e del succo di frutta e si otteneva un composto che può definirsi l'antenato del gelato artigianale. Nel Molti secoli dopo, un siciliano del 1600, Francesco Procopio dei Coltelli, ereditò dal nonno un'antica macchina sorbettiera che egli portò con sé in Francia quando aprì il più antico café parigino della storia (il café Procope), qui egli perfezionò la sua macchina e riuscì a creare i primi gelati più simili a quelli che oggi giorno si trovano in commercio. Ancor oggi infatti le attuali macchine del gelato si ispirano al sistema di mantecazione inventato da Procopio dei Coltelli.

## Il cibo nella storia

### In epoca greco-romana
(Domenico Scinà, Storia letteraria di Sicilia ne' tempi greci)

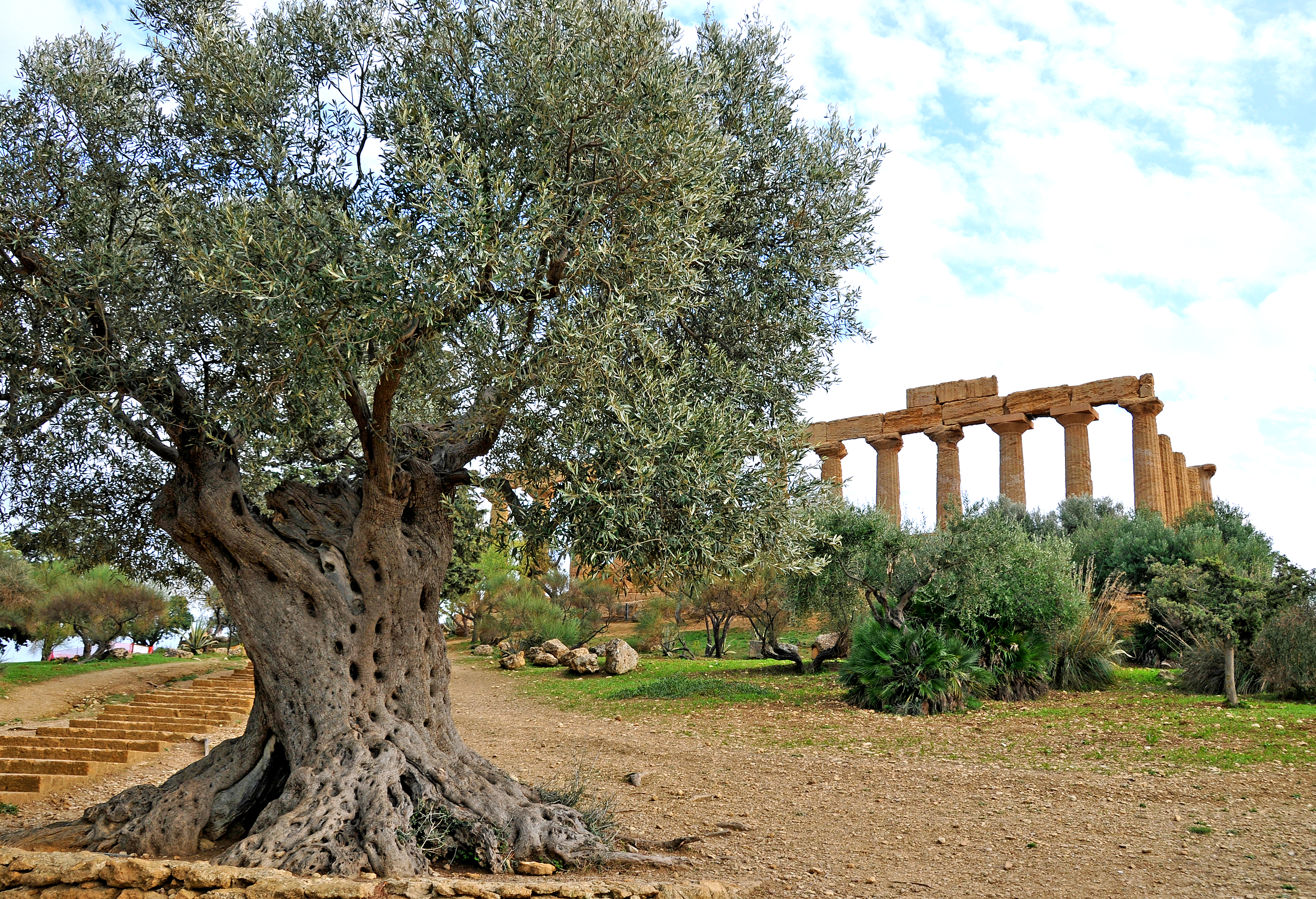
Ulivo secolare nella valle dei templi di Agrigento

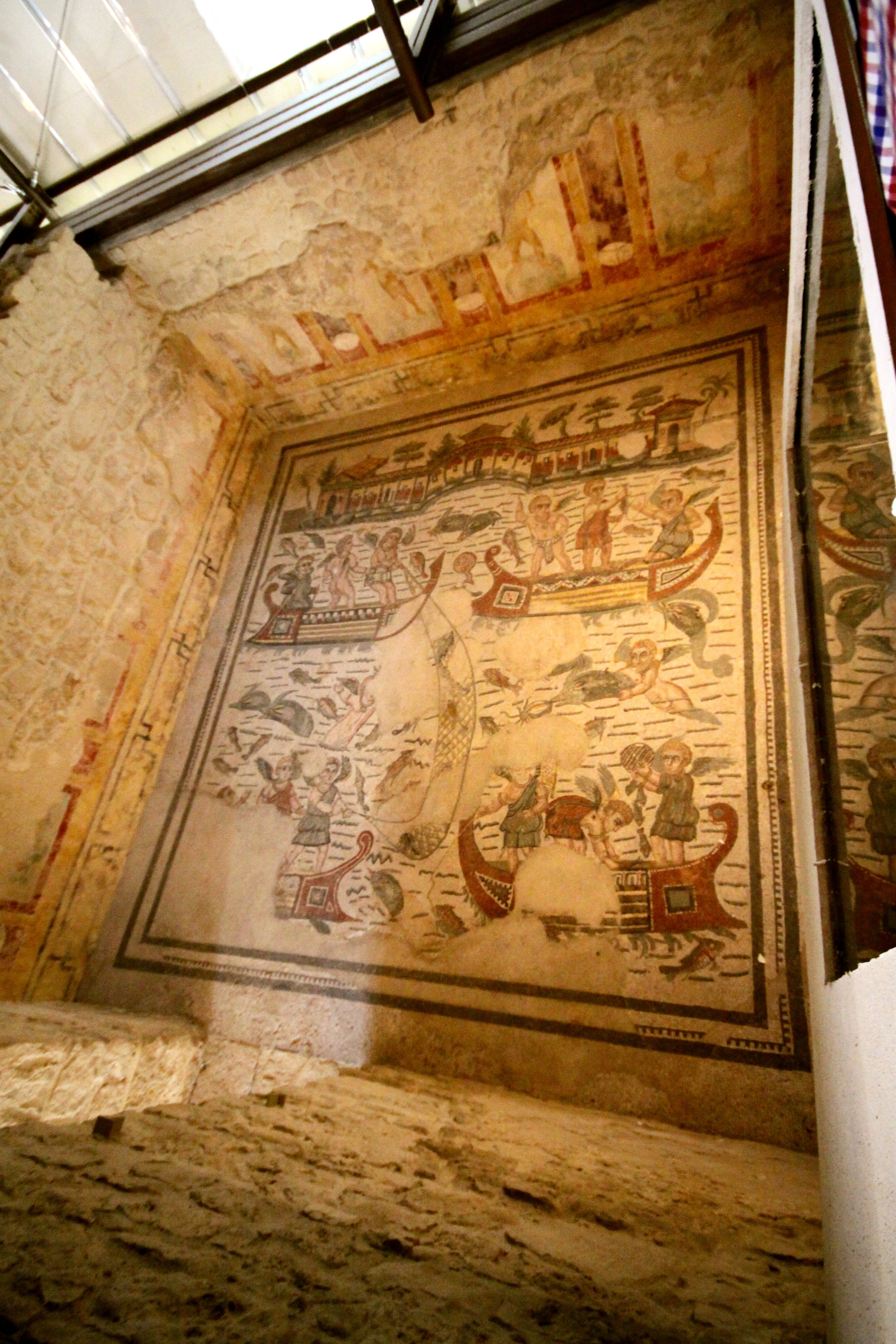
Mosaico del IV secolo incentrato sulla pesca. Villa romana del Casale, Piazza Armerina (Enna)

Fin dall'epoca greca iniziarono a diffondersi le prime notizie scritte sulla cucina siciliana. Le abitudini alimentari dei vari popoli dell'isola furono oggetto di numerose trattazioni e citazioni di eruditi greci. 
L'antica Siracusa, grazie alle sue vie commerciali, rese nota la cucina siciliana presso le poleis della Grecia: cuochi siciliani venivano richiesti ad Atene, Sparta e Corinto; essi erano considerati tra i più abili in circolazione. La Sicilia diede i natali a importanti personalità del mondo culinario: i due cuochi Labdaco di Siracusa e Miteco Siculo, il quale si rese autore del primo libro di cucina della storia, e Archestrato di Gela, considerato il padre dei critici dell'arte culinaria; egli scrisse il noto poema titolato Gastronomia, nel quale elenca cibi e vivande incontrate durante i suoi lunghi viaggi.
Avendo l'isola lunghe coste, il pesce viene considerato l'alimento più diffuso nell'antichità siciliana. L'ulivo, importato dai greci, viene largamente utilizzato, e il vino prodotto in Sicilia divenne proverbiale durante l'intera epoca classica.
La produzione della pasta, resa possibile grazie alla diffusione delle coltivazioni di grano, si ebbe in Sicilia fin dai tempi dell'antica Roma. Anche i dolci si diffusero fin dall'antichità, specialmente a base di miele, come quello prodotto sui Iblei, unito alle mandorle siciliane.
L'influenza dell'impero Romano importò all'interno dell'isola abitudini alimentari provenienti da diverse regioni geografiche. Durante il periodo si apprese la piscicoltura.
Il pane, già noto dai tempi dei greci, con il passare dei secoli assunse nuove forme. Particolare usanza fu quella di cuocere il pane sul braciere e poi intingerlo nel vino addolcito col miele: molti rivedono in questa pietanza l'antenato dell'odierno babà napoletano.

### In epoca medievale

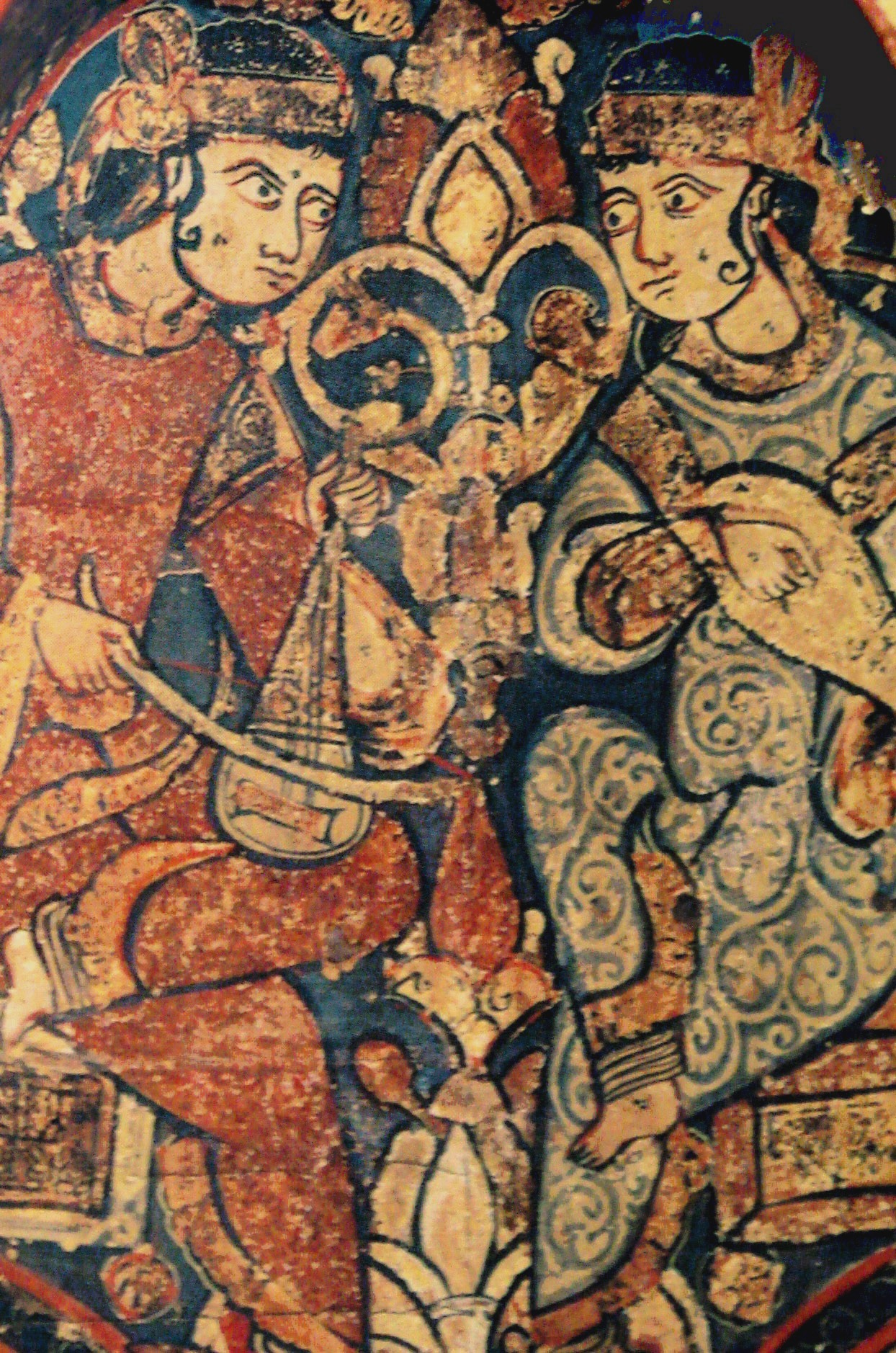
Pittura su soffitto ligneo nella Cappella Palatina di Palermo.

La conquista aghlabide della Sicilia determinò una profonda riorganizzazione politica e l'apertura alle influenze del Sud del Mediterraneo, in particolare per le tecniche di coltivazione e per l'introduzione di nuovi cultivar, oltre che per la diffusione di nuove ricette. Grazie all'abolizione del latifondo e alle rivoluzionarie tecniche di irrigazione, vennero introdotti e si diffusero rapidamente agrumi (aranci, limoni, mandarini, etc.), canna da zucchero, riso, asparagi, albicocche, datteri, melenzane, carrube, pistacchio, mandorle, zafferano ma anche papiro e cotone, che contribuirono a cambiare le abitudini quotidiane e a diffondere un certo benessere. Aumentarono anche le terre occupate da coltivazioni cerealicole e da ulivi. A questo periodo si fanno risalire molte delle specialità che contraddistinguono ancora oggi la cucina siciliana: cannoli, cassata, sorbetti, pasta con le sarde (secondo la tradizione, attribuita a un cuoco dell'esercito di Eufemio), caponata, dolci a base di sesamo. Caratteristico dell'epoca è la diffusione dello zucchero, utilizzato sia nella preparazione dei dolci, che nell'agrodolce, e gli scambi e le influenze con il resto del Mediterraneo e l'uso di spezie come cannella, anice, pepe, etc.
Inoltre in questo periodo continuava ad evolversi la produzione di pasta siciliana, vennero prodotti gli spaghetti e vengono commercializzati sotto forma di pasta secca, ideale per essere esportata; testimonianza lasciataci in merito dal noto geografo Idrisi:
(Al-Idrisi)
L'influenza della comunità ebraica nella cultura gastronomica siciliana è oggetto di dibattito tra gli studiosi. Durante la dominazione araba sembra che alcuni settori della produzione alimentare nell’Isola fossero concentrati nelle mani di membri della comunità, in particolare, quello caseario e vinicolo. Tradizionalmente si attribuisce all'influenza ebraica l'uso dell'aglio soffritto con olio d'oliva nella salsa e alcune pientanze "povere" a base di frattaglie, come il pani ca meusa, il pane con la milza .
A partire dall'IX secolo, l'influenza dei normanni, provenienti dal Nord Europa, portò nell'Isola l'uso delle aringhe, della cacciagione, delle carni cotte allo spiedo, lo stoccafisso (pescistoccu) e il baccalà
Nella seconda metà del XII secolo, attraverso l'esportazione di grano duro siciliano e gli scambi commerciali via mare, le tecniche relative alla produzione della pasta secca raggiunsero anche i porti della Liguria, e in special modo quello di Genova, facendo sì che nascessero anche in questa città diversi pastifici:
(L'Italia della pasta,  2003 p. 8)
Il piatto più caro all'imperatore Federico II era una zuppa di fave ad modum imperatoris, come documentato dal Liber de coquina,
A partire dal XIII secolo, si ampliò nell'isola l'usanza delle preparazioni fritte, e si incrementò il consumo delle melanzane, vegetale spesso presente nei piatti siculi. In epoca tardo rinascimentale e barocca si diffusero invece preparazioni comuni anche al resto dell'Italia, specie in pasticceria, quali la pasta frolla e il pan di Spagna, elemento, quest'ultimo, oggi fondamentale per la preparazione di alcune tipologie di torte; mentre, in seguito alla colonizzazione delle Americhe, giunsero sull'isola nuovi ingredienti vegetai quali pomodori, cacao, mais e peperoni. Anche le classiche scacce e impanate siciliane (in uso soprattutto nella Sicilia orientale), specie quelle condite con i suddetti ingredienti vegetali, è possibile che nacquero nel medesimo periodo, e cioè in quello relativo all'arrivo dei nuovi ingredienti dalle Americhe.

### In epoca moderna

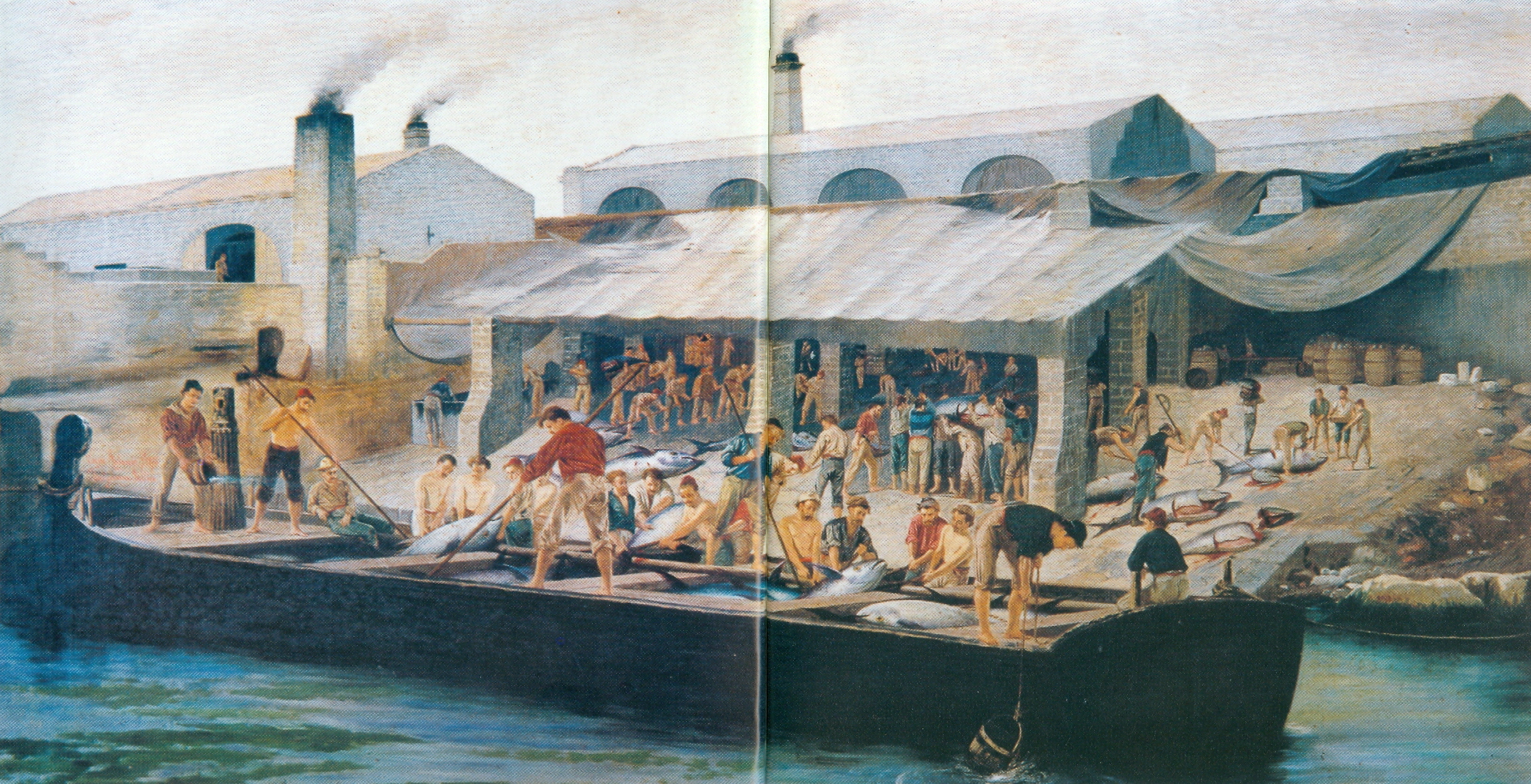
La tonnara di Favignana; strutture tipiche e diffuse dei pescatori siciliani.

Ai tempi della Francia monarchica, la sua cultura settecentesca si diffuse largamente anche in Sicilia. Sorse una nuova moda per i nobili isolani, l'avere dei monsù (monsieur), cuochi francesi altamente specializzati in cucina raffinata.
Col passare degli anni le due cucine si incontrarono, cosicché in Sicilia non vi è netta differenza tra le ricette della cucina nobile e quelle della cucina del popolo.
Nel 1800 le tonnare siciliane ebbero la loro massima espansione. Vennero introdotte anch'esse dagli arabi, intorno all'anno 1000 per proseguire con alternanze in tempi spagnoli. Fino agli inizi del secolo scorso erano molto usate. Poi caddero in disuso e la pesca dei tonni ebbe una notevole diminuzione. Al giorno d'oggi è regolamentata da norme internazionali,  per preservare la fauna marina.
Nell'epoca borbonica, la cucina siciliana era già formata, ma sicuramente napoletani e siciliani avranno avuto dei collegamenti nell'ambito culinario. Per esempio in quel periodo a Napoli s'inventò la celebre pizza margherita, e questa raggiunse presto anche la Sicilia dove la pizza è consumata abitualmente e con frequenza.
Con l'Unità d'Italia la cucina regionale conobbe le usanze culinarie del Settentrione, alcune sono entrate a far parte del repertorio alimentare siciliano e siracusano, come per esempio il tiramisù, classico dolce settentrionale diventato dolce tipico italiano.
Infine bisogna dire che la cucina siciliana rispecchia l'Alimentazione Mediterranea, chiamata Dieta mediterranea, inserita dall'UNESCO nel 2008, tra i Patrimoni orali e immateriali dell'umanità, composta da alimenti che, maggiormente in passato rispetto ad ora, hanno rappresentato buona parte della cucina territoriale.

## Ingredienti principali

### I prodotti della terra

#### Erbe aromatiche e spezie
(Guy de Maupassant)

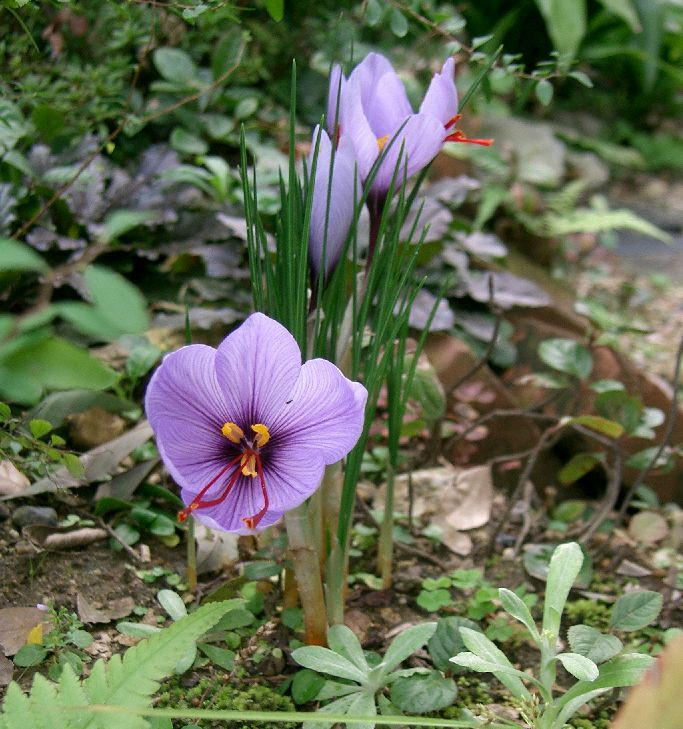
Il fiore dello zafferano, spezia importante per la Sicilia, venne importata dagli arabi.

L'aria profumata dell'isola è data da una vasta quantità di piante aromatiche diffuse sul suolo siciliano. La Sicilia, posta al centro del mar mediterraneo, gode di un clima mite, ideale per far crescere piante aromatiche e spezie.
L'alloro (addauru in siciliano) - dichiarato per la Sicilia prodotto P.A.T.  -, il basilico (basaricò o basilicò), il cappero (chiappiru o ciappiru) - tra i più noti, quello di Pantelleria, prodotto I.G.P. -, l'origano, la nepita, la menta, il finocchio selvatico, la salvia, il timo e il rosmarino sono le piante aromatiche più diffuse su tutto il territorio regionale.
Altra spezia significativa per l'isola è lo zafferano: introdotto dagli arabi, veniva soprannominato l'oro rosso di Sicilia.

### Latticini e formaggi

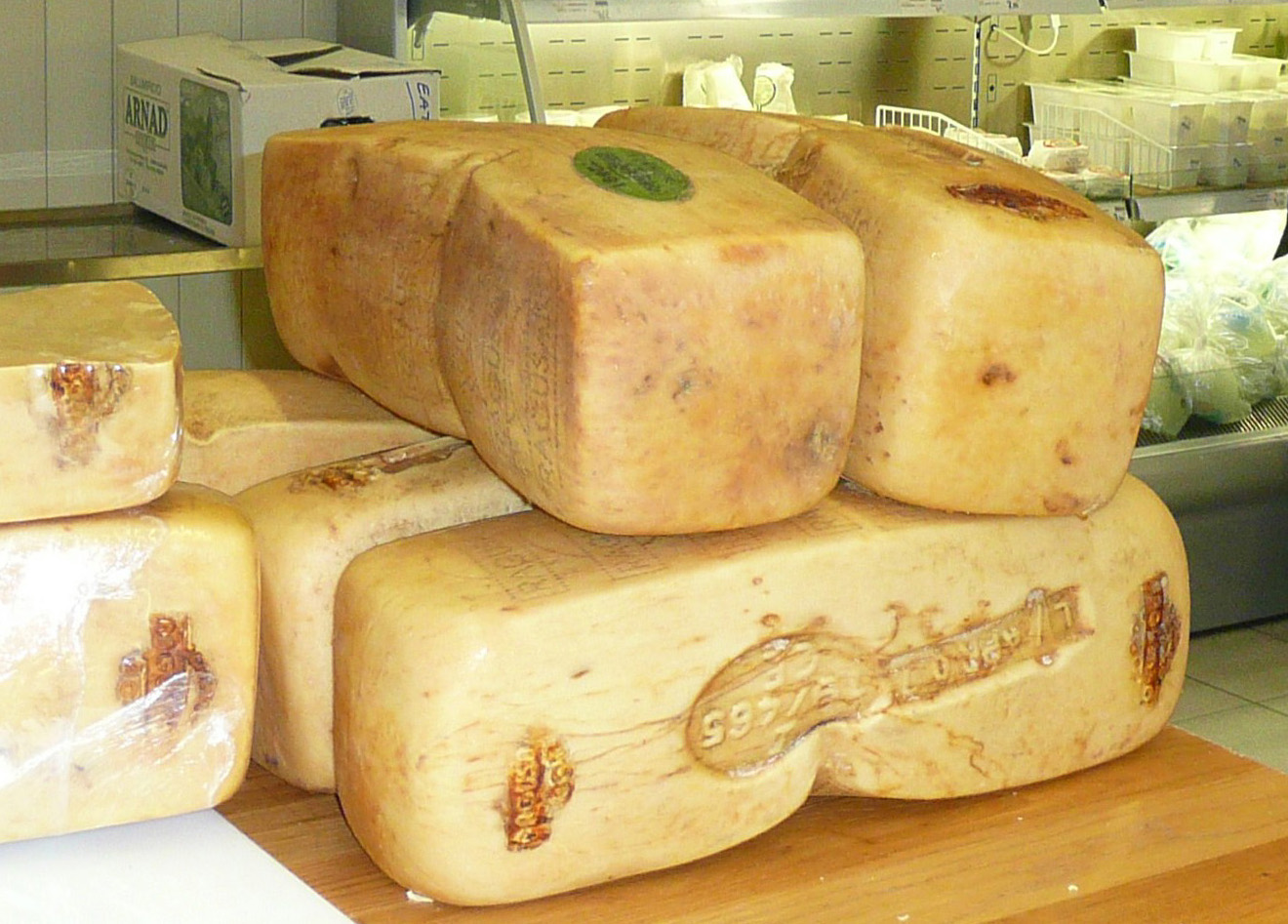
Caciocavallo ragusano DOP

Il formaggio è un alimento antichissimo. Quando si vuol fare un dono gradito in varie circostante si usa regalare del formaggio fresco come segno di apprezzamento per la buona cucina; solitamente viene accompagnato in un cesto ornato di vino, ricotta e altri prodotti casarecci. L'isola è produttrice di numerose e diverse varietà di formaggio; sia di latte vaccino che di pecora oppure di capra. Altri elementi caratteristici sono i cagli naturali e gli antichi strumenti da lavoro. Alcuni di questi sono la caldaia di rame (con l'apposito mestolo anch'esso in rame) con l'interno in stagno, utilizzata maggiormente per produrre la ricotta; la scodella di legno utilizzata per conservare il caglio in pasta.
I formaggi (a denominazione D.O.P.) la cui produzione è diffusa in tutta la Sicilia sono:
- Il caciocavallo siciliano, formaggio diffuso in tutta la Sicilia; è uno dei più antichi prodotti caseari dell'isola. Veniva prodotto, diventando tipico, in tutte le regioni del Regno delle Due Sicilie borbonico.
- Il formaggio di capra siciliana, anch'esso diffuso in tutta l'isola, è ottenuto dal latte di capra dalle origini leggendarie poiché si dice fosse già noto ad Omero.
- Il pecorino siciliano (Picurinu Sicilianu in lingua siciliana); viene prodotto con il latte di pecora ed è il formaggio più diffuso in tutta la Sicilia.
- La provola siciliana, così come il pecorino siciliano e come il caciocavallo siciliano, è diffusa in tutta la Sicilia. Merita l'appellativo d'essere uno dei formaggi più antichi dell'isola mediterranea e viene ottenuto con il latte di vacca crudo, proveniente principalmente dalle mucche di razza modicana.
- Il pecorino rosso, pur essendo presente anche in Toscana e in Sardegna, quello siciliano è però unico, in quanto si differenzia dagli altri per via della sua stagionatura che avviene con del singolare succo di pomodoro che gli dona il colore rosso. Viene prodotto in tutta la Sicilia ed è un prodotto a denominazione P.A.T. (prodotti agroalimentari tradizionali italiani).

Poi si hanno delle varianti di formaggio diffuse e prodotte in determinate aree dell'isola. Tra queste le principali sono:
Nella Sicilia orientale:
- Il Ragusano (Lu Rausanu o Cusacavaddu in siciliano); è un formaggio DOP che viene maggiormente prodotto nella zona ragusana e in parte nella provincia siracusana.
- Il cosacavaddu ibleo; ha le stesse caratteristiche del Ragusano.
- La provola dei Nebrodi; formaggio a pasta filata, la cui salatura avviene in salamoia satura. Viene prodotto nei Monti Nebrodi, in provincia di Messina.

Nella Sicilia centrale e occidentale:
- La provola dei Monti Sicani; ottenuta da latte vaccino crudo, viene prodotto nelle province di Agrigento e Palermo, nelle vicinanze dei Monti Sicani, come suggerisce il suo stesso nome.
- La provola delle Madonie; presenta un colore giallo pagliarino e forma di un fiasco panciuto. La sua zona di produzione comprende numerosi comuni della zona nord-occidentale nei pressi delle Madonie e della provincia palermitana.
- La vastedda della Valle del Belice; unico formaggio italiano di pecora a pasta filata. La sua pasta è filante e come si intuisce dal nome stesso viene prodotto nei territori della Valle del Belice.

#### La ricotta

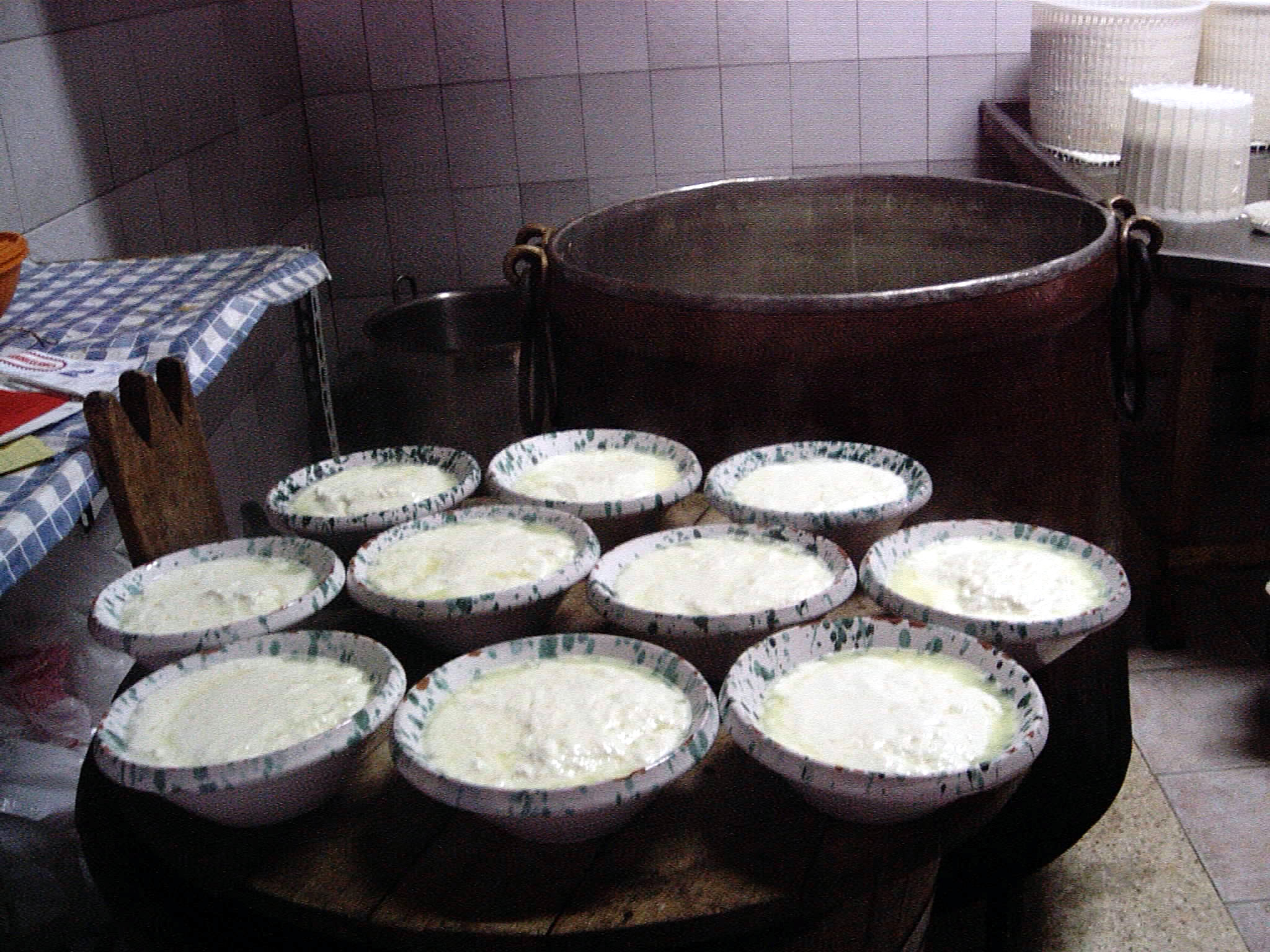
La ricotta

La Sicilia ha una grande tradizione per la ricotta, tradizionalmente ovina. Essa infatti rappresenta la base fondamentale per il suo settore dolciario e culinario in genere; da essa deriva il sapore del cannolo e della cassata siciliani. Lo stesso vale per altri piatti meno noti ma pur sempre amati dai siciliani, come la ricotta calda, liscia o zuccherata o anche in piatti salati composti da farcitura o copertura di ricotta; un esempio è la pasta al forno, la pasta fresca, i ravioli, la parmigiana e tutto ciò che desidera un condimento a base di ricotta salata.
Questa abitudine, quasi necessità, culinaria sicula rivela una tradizione profonda per la preparazione della ricotta. In Sicilia la ricotta si preparava già al tempo greco; infatti si narra che furono i greci che mostrarono ai siciliani il metodo per fare la ricotta salata. Persino la nota cassata siciliana si dice che debba le sue radici, ancor prima che agli arabi, ai greci. Perché furono essi che elaborarono una prima torta a base di formaggio chiamata placentam ovvero torta. Poi il termine venne sostituito con il latino Caseum cioè formaggio. Questa torta greca era a base di ricotta e formaggio mescolati insieme. Poi gli arabi, probabilmente influenzati dalla lingua ellenica che vi era sull'isola, continuarono a chiamare questa torta con il suo precedente nome, apportandole senz'altro modifiche nella preparazione, ad esempio vi aggiunsero la rivoluzionaria canna da zucchero, sostituendo il miele. Ma parrebbe dunque questa l'origine della cassata siciliana con ricotta, originaria fin dai tempi ellenici.
In tempi ottocenteschi era chiamata il formaggio dei poveri, ma la ricotta non è come il formaggio, essa ha una diversa preparazione e molti appunti preziosi sulla sua lavorazione siciliana ci sono stati lasciati sia dal canicattinese Antonino Uccello (al quale, va ricordato, Palazzolo Acreide ha dedicato un intero museo etnografico), sia dal palermitano Carmelo Trasselli e da molti altri autorevoli studiosi. Le ricotte siciliane sono a denominazione P.A.T. (per la tradizione italiana); tra queste la ricotta di pecora, la particolare Ricotta Iblea, prodotta con latte vaccino nei comuni dei Monti Iblei (Sicilia orientale), la ricotta mista e la ricotta infornata, prodotta in tutta la Sicilia.

### L'olio, le olive, le verdure e gli ortaggi

#### Olio e olive

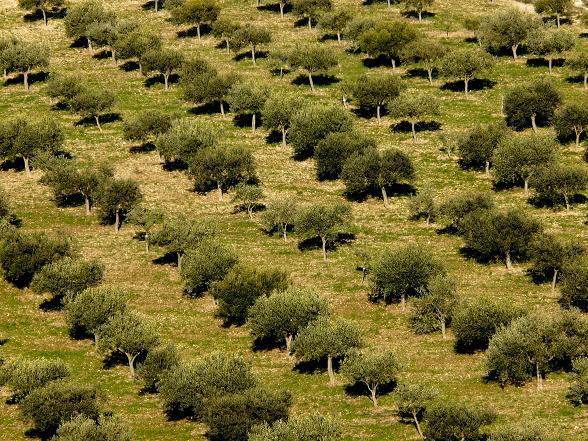
Alberi d'ulivo sui Monti Iblei

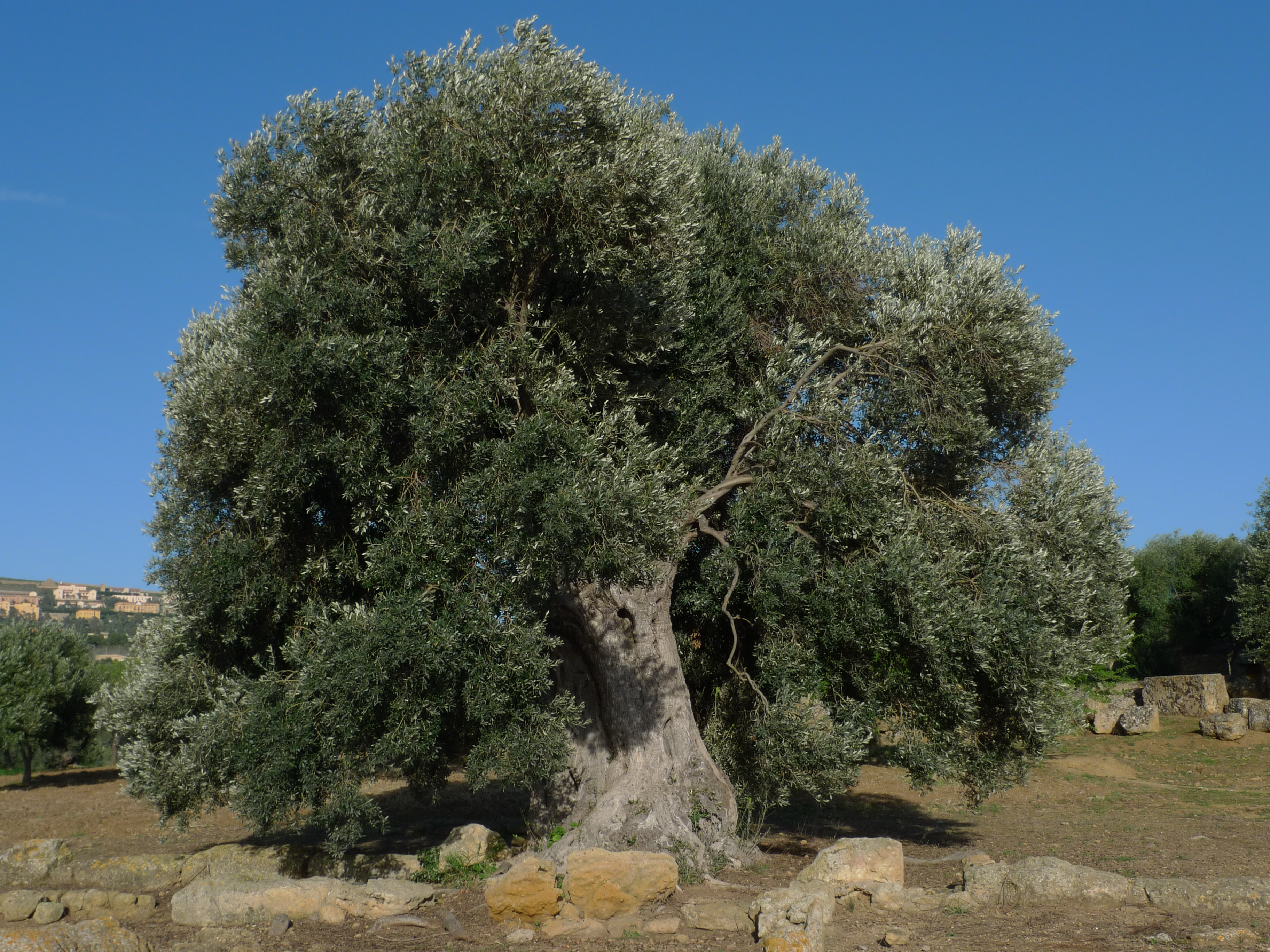
Un ulivo secolare ad Agrigento

L'ulivo è noto fin da tempi remoti. In Sicilia, si narra che l'ulivo venne importato dai greci, questa pianta ha trovato in questa terra un clima ideale. In epoca Siceliota l'albero dell'ulivo era sacro e chi lo sradicava veniva punito con l'esilio. Secondo un'antica tradizione fu un ateniese di nome Aristeo a mostrare ai siciliani come si estraeva l'olio dall'uliva, inventando «u trappitu» (oleificio a pressione), per questo egli fu onorato con la costruzione di un tempio in suo onore nei pressi di Siracusa. Ma altra innovazione nell'olivicoltura avvenne con la dominazione araba; migliorando i sistemi di mantenimento e irrigazione per i terreni, l'olivo si diffuse ancor maggiormente in tutta la Sicilia.
Nei secoli e nei millenni si è mantenuta la tradizione di coltivare l'ulivo e i siciliani ne hanno sempre tratto cultivar definite di pregiato livello. Oltre che per fare l'olio, vengono anche vendute al chilo per essere condite; in lingua siciliana si chiamano «Alivi cunzati», con aceto, aglio, prezzemolo, pepe, origano, carote a rondelle, sedano, peperoncino a pezzetti e abbondante olio.
Un altro particolare della cucina siciliana è che per i suoi piatti viene adoperato quasi esclusivamente l'utilizzo di olio extravergine d'oliva; sia per cucinare che per condire.
Le olive che maggiormente si trovano in Sicilia sono: 
- La Biancolilla; è la varietà da olio siciliana più diffusa, con picchi di coltivazione molto elevati nel palermitano e nel trapanese. Tra i suoi tanti sinonimi viene detta anche Napoletana o Siracusana[27]
- La Cerasuola; diffusa maggiormente nelle province di Agrigento, Palermo e Trapani. Viene detta anche Palermitana[27]
- La Giarraffa; coltivata nella Sicilia centro-occidentale. Ha ottenuto la denominazione d'origine Giarraffa di Giuliana (dal paese che maggiormente la produce nel palermitano)[27]
- La Moresca; diffusa maggiormente nelle provincie di Catania, Caltanissetta, Enna, Ragusa, Siracusa. È detta anche Catanese[27]
- La Nocellara etnea; diffusa tra i comuni etnei catanesi e la provincia di Siracusa. È detta anche oliva di Paternò[27]
- La Nocellara del Belice; diffusa maggiormente nella parte occidentale dell'Isola, rappresenta la quasi totalità dell'olicoltura della valle del Belice ed ha ottenuto il riconoscimento DOP[27]
- La Ogliarola messinese; coltivata in varie province è più diffusa nei lati costieri di Palermo e Messina. È detta anche Terminese oppure oliva di Termini[27]
- La Santagatese; prevalentemente coltivata nelle zone costiere di Messina. È detta anche Palermitana[27]
- La Nasitana; diffusa soprattutto nella zona tirrenica e in quella nebroidea della provincia di Messina e detta anche oliva minuta. Prende il nome dal paese di Naso[28]
- La Tonda iblea; diffusa prevalentemente nella Sicilia sud-orientale, tra le province di Caltanissetta, Catania, Ragusa e Siracusa[27]
- La Verdese; la coltivazione avviene prevalentemente nelle province di Caltanissetta, Catania, Ragusa e Siracusa[27]

L'olio d'oliva che viene prodotto in Sicilia a sua volta si distingue per provenienza in varie denominazione, tutte DOP (Denominazione di origine protetta), per cui vi è
- L'olio del Monte Etna (prodotto nella Sicilia nord e centro orientale)
- L'olio dei Monti Iblei (prodotto nella Sicilia sud-orientale)
- L'olio di Mazara del Vallo (prodotto nella Sicilia occidentale)

- L'olio del Valdemone (prodotto nella Sicilia nord-orientale)
- L'olio della Valle del Belice (prodotto nella Sicilia occidentale)
- L'olio delle Valli Trapanesi (prodotto nella Sicilia occidentale)

#### Verdure e ortaggi

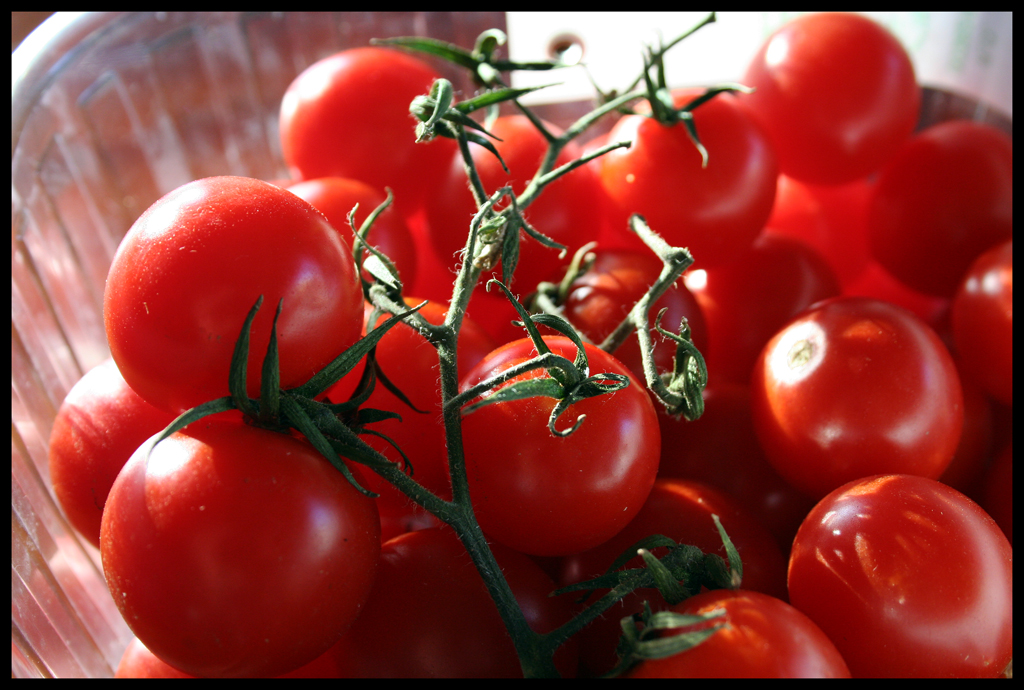
Il pomodoro ciliegino di Pachino, un'eccellenza della coltivazione siciliana.

L'usanza di mangiare verdure e di metterle come ingrediente base di numerosi piatti (sia primi che secondi) evidenzia un lato alimentare siciliano che rientra nella dieta mediterranea, riconosciuta patrimonio immateriale dell'umanità.
Nutrirsi con i frutti della terra, e in questo caso con le verdure e con gli ortaggi, fa parte delle abitudini siciliane fin dai tempi più remoti. L'isola è colma di verdure selvatiche; esse crescono spontanee e hanno da sempre rappresentato un alimento economico e apprezzato dalla popolazione locale.
Tra le tante piante si nominano: l'acetosella rossa (ajiredduci russa, ajiredduci nica, russuliḍḍa); l'achillea (chillìa, tè sarbaggiu, millifogghi); aglio selvatico (agghiu sarbaggiu, cipuḍḍuzza, purriceḍḍi); alliaria (erba agghiara, agghialora); asfodelo giallo (purrazzu giallu, cimi di porru, garrufi, cipuḍḍazzu giallu, malaguffa, mafalufa); scardaccione (scordu, spina sarbaggia, spinasantiuni); bietola selvatica (salicheḍḍi di muntagna, gidi, jiti, costi sarbaggi); borragine (vurranìa); cicoria selvatica (cicurieḍḍa, erba amara, ciuri azzurrinu, nnivia sarbaggia, radicchio) e numerose altre.
Come verdure da coltivazioni l'isola offre una variegata gamma: zucchina (cucuzza), la tenerume (a tinirumi) chiamata anche talli (taḍḍi); broccoli, lattuga, rucola, asparagi, pomodorini, melanzane, carciofi, peperoni, carote, finocchi, cipolle, cetrioli e molti altri.
Gli ortaggi dell'isola che sono stati dichiarati Prodotti agroalimentari tradizionali italiani (P.A.T.), e in alcuni casi anche IGP, per la loro singolare qualità territoriale, sono:
- Aglio rosso di Nubia; prodotto nella Sicilia occidentale (anche presidio Slow Food)
- Cipolla di Giarratana; prodotta nella Sicilia sud-orientale (anche presidio Slow Food)
- Fava di Leonforte; prodotta nella Sicilia centrale
- Lenticchia di Villalba; prodotta nella Sicilia centro-orientale (anche presidio Slow Food)
- Patata novella di Messina; prodotta nella Sicilia nord-orientale
- Patata novella di Siracusa; prodotta nella Sicilia sud-orientale
- Pomodoro cuore di bue; prodotto in tutta la Sicilia
- Pomodoro di Pachino; prodotto nella Sicilia sud-orientale (IGP)

Altri ortaggi siciliani sono stati inseriti nel progetto del presidio Slow Food:
- Carciofo spinoso di Menfi[36]; prodotto nella Sicilia occidentale
- Cavolo trunzo di Aci[37]; prodotto nella Sicilia orientale
- Pomodoro siccagno della valle del Bilìci[38]; prodotto nella Sicilia centrale
- Fagiolo baḍḍa di Polizzi[39]; prodotto nella Sicilia occidentale
- Fagiolo cosaruciaru di Scicli[40]; prodotto nella Sicilia sud-orientale
- Lenticchia di Ustica[41]; prodotta nell'isola di Ustica, Sicilia occidentale

#### Curiosità su alcune piante selvatiche culinarie
- Il camedrio (Teucrium flavum) può essere utilizzato come succedaneo del tè[42]
- Con le foglie della carota (Daucus carota) selvatica si possono condire le insalate aromatizzandole[42]
- I frutti di agnocasto (Vitex agnus-castus) selvatico possono essere utilizzati come succedanei del pepe e i petali della calendula utilizzati come succedaneo dello zafferano[42]

### Il sale marino
Il «miluneḍḍu» era un contenitore formato da canne con forma cilindrica legate tra esse. Il miluneḍḍu doveva conservare nelle cucine siciliane un sale piuttosto prezioso, poiché si trattava di sale più fino persino dell'attuale zucchero a velo. Questa tipologia di sale si formava nelle saline; ai lati delle stesse vi fioriva questa patina sottile salata, detta sali 'i scuma (schiuma di sale), che i salieri opportunamente raccoglievano e infilavano all'interno dei miluneḍḍu, i quali servivano poi alle massaie per cucinare nelle loro case.
Il sale usato è soprattutto quello marino. I siciliani hanno una grande tradizione con la produzione del sale. Infatti la regione della Sicilia rappresenta una delle maggiori produttrici di sale con la produzione concentrata tutta nel trapanese dove si raccoglie il sale marino di Trapani IGP. Questo minerale era conosciuto fin dall'epoca fenicia e greca. Nei tempi classici vi si facevano essiccare i pesci dentro ai laghi di sale per poi mangiarli ed era considerato il piatto della povera gente.

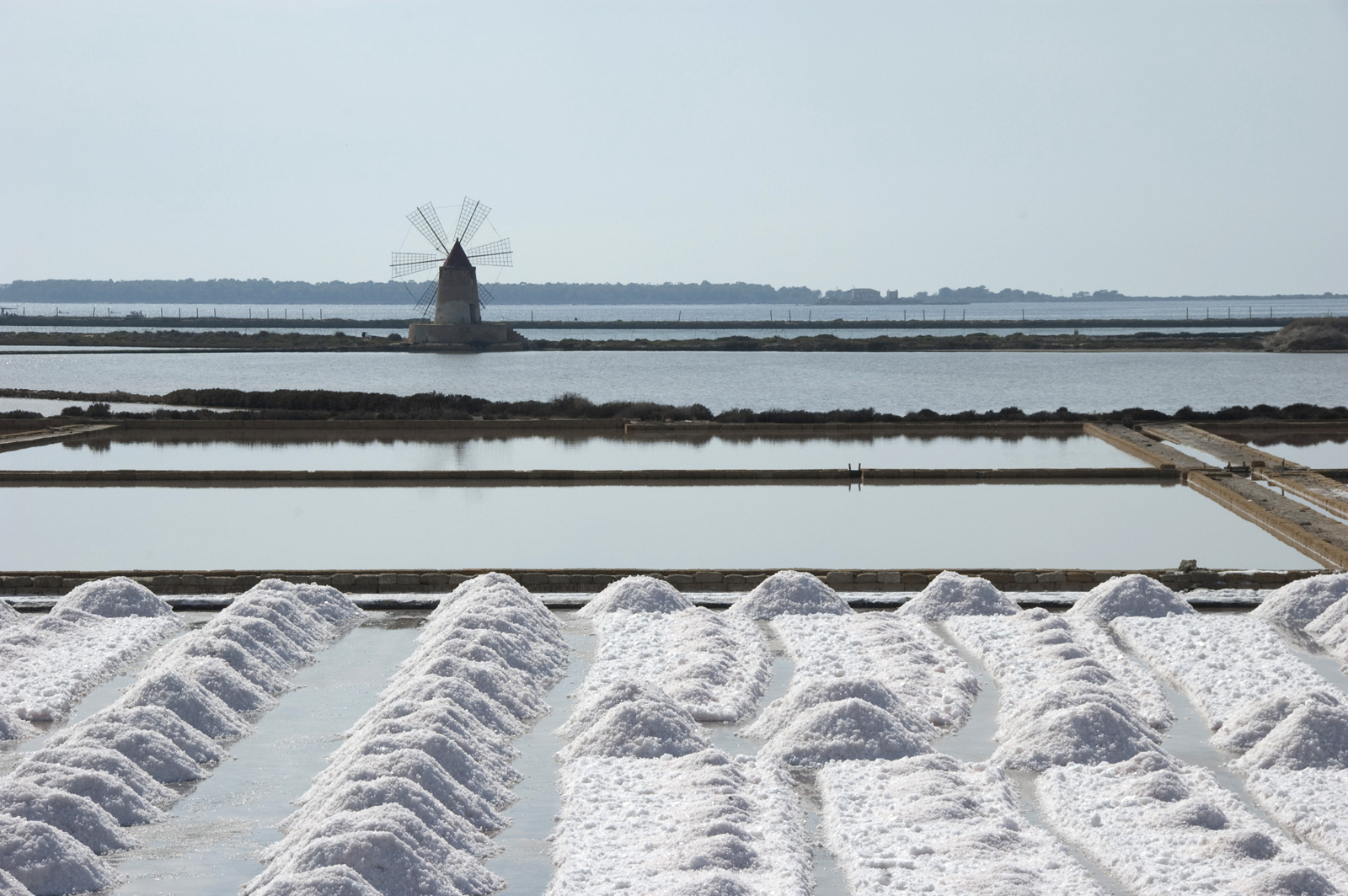
Raccolta del sale alle saline di Trapani.

Nell'isola vi sono numerose saline, o meglio vi "erano", poiché la provincia di Siracusa, un tempo grande produttrice di sale marino, vide nella seconda metà del novecento la chiusura di tutta la sua produzione, in parte per ragioni ancora sconosciute e in parte a causa del sacrificio che tutta l'area nord del siracusano dovette fare per via della costruzione di impianti altamente inquinanti petrolchimici che raffinando il petrolio nazionale imposero la penalizzazione, e dunque la chiusura, di gran parte del settore alimentare, sale compreso.
La produzione di sale marino ancor oggi resiste solamente, in maniera notevole, nella provincia di Trapani, lì dove numerose saline artigianali si susseguono dalla costa che da Trapani passa per Paceco, fino alla laguna dello Stagnone. Le saline presenti in Sicilia hanno fatto la storia del sale per questa regione. Esse sono:
Le saline di Trapani e Paceco (attive); le saline dello Stagnone (attive).
Le saline di Priolo (non più attive); le saline di Vendicari (non più attive); le saline di Augusta (non più attive); le saline del Ciane (non più attive). La maggiore azienda nella produzione di sale marino in Sicilia è la trapanese Sosalt.
Tra i caratteristici sali dell'isola si trovano il fior di sale all'arancia e il fior di sale al limone: prodotti con il sale marino e i frutti degli alberi.

### Pesce e crostacei

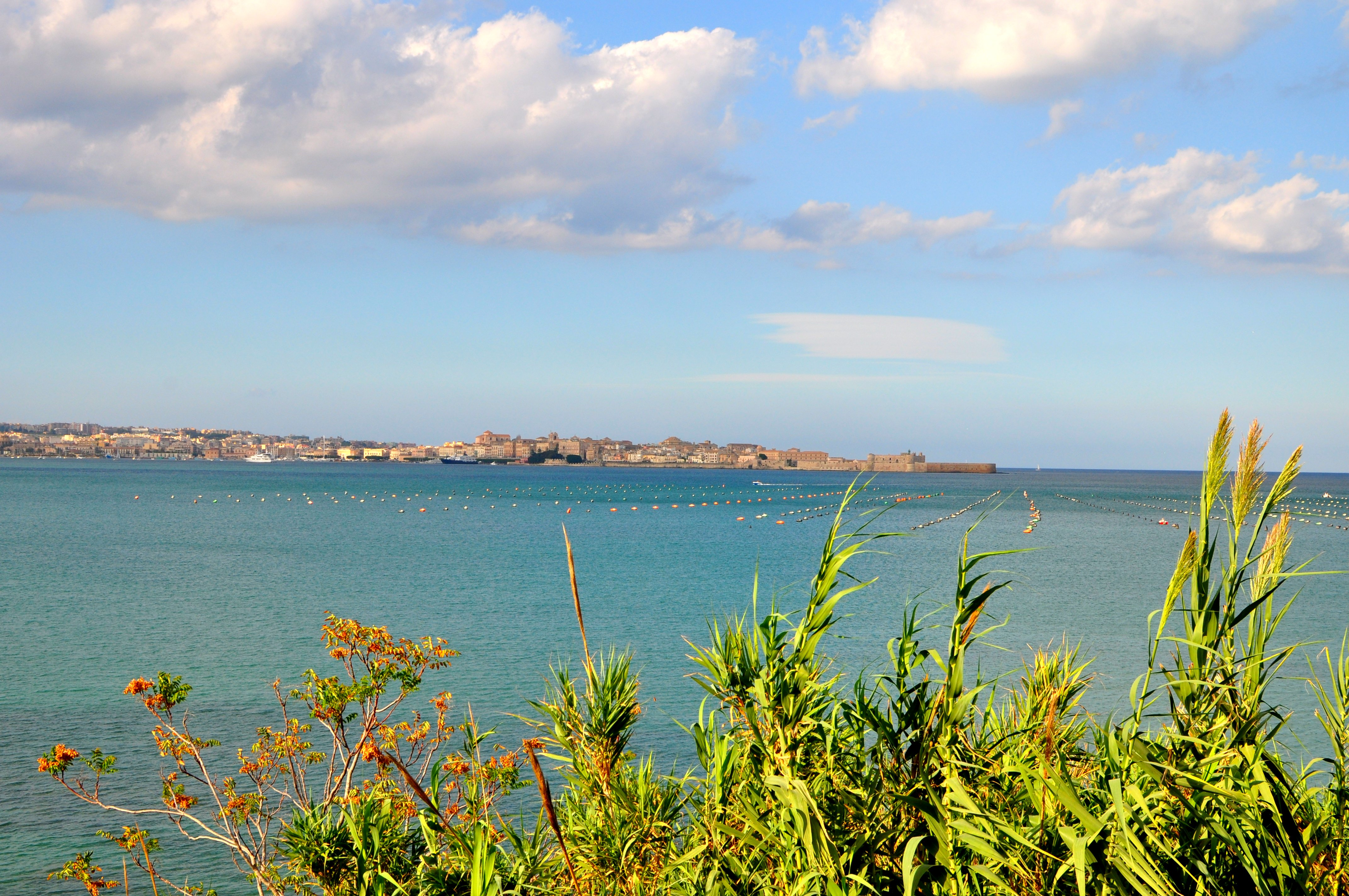
Allevamenti di cozze a Siracusa

Essendo terra di mare, la Sicilia conta vaste varietà di pesce nelle sue ricette culinarie, frutto di una tradizione millenaria che vede i siciliani, soprattutto quelli che abitano sulle coste, impegnati in un'alimentazione fatta prevalentemente di pesce.
Il pesce viene impiegato sia nei primi piatti che nei secondi piatti e se si pensa alle acciughe sotto sale, dunque una conserva o un antipasto, si può ben capire come questo alimento della natura marina sia sempre presente in un modo o nell'altro nelle tavole dei siciliani. Lo si può acquistare generalmente al mercato popolare che viene allestito giornalmente o settimanalmente in quasi tutte le località dell'isola. Vi sono alcuni mercati che vendono solamente pesce e altri che vi dedicano diverse bancarelle per questa commercializzazione culinaria.
Il pesce viene riscontrato abitualmente fresco, poiché pescato in giornata e subito portato al mercato, data la vicinanza con il mare. Il modo per capire se il pesce è fresco consiste nel vedere la sua pelle brillante, le branchie rosse e l'occhio vivo. Ricco di omega 3, il pesce è considerato alimento nutriente; un tempo tra le famiglie più povere e spesso per intere popolazioni il pesce rappresentava quasi l'unica fonte di alimentazione, oltre al pane e alle verdure. Le varietà di pesce più frequenti nei mari della Sicilia sono: acciuga (annciova o masculinu); lampuga (capuni o lampuca); scorfano rosso (cipuḍḍa), gallinella (facianu); nasello (mirluzzu); cefalo (mulettu); pesce San Pietro (pisci santu Petru); pesce spada (pisci spata); polpo (purpu); sardina (sardi); tonno rosso (tunnu); alalunga (alalonga); leccia(spotru); sarago (sàracu); triglia (trigghia) e molte altre specie. In Sicilia si trova su larga scala il pesce azzurro (dal caratteristico colore blu argenteo o un po' verde). Come crostacei e molluschi i più presenti sono le cozze; le vongole, i ricci di mare; lo scampo; i granchi; i gamberetti e i gamberoni e poi ancora le capesante; i calamari (cucinati in svariati modi); la seppia; i caratteristici vuccuna (murici). Infine menzione merita il pesce d'acqua dolce; la trota siciliana, chiamata trota sarda ma che cresce anche in alcune zone della Sicilia sud-orientale e si sta cercando di estenderne l'allevamento siciliano. Tra le specie marine siciliane tre hanno ottenuto un marchio distintivo per la loro qualità e presenza: Il gambero rosso di Mazara (DOP); alaccia salata di Lampedusa (Slow Food); masculina dâ magghia (Slow Food);

### Il pane

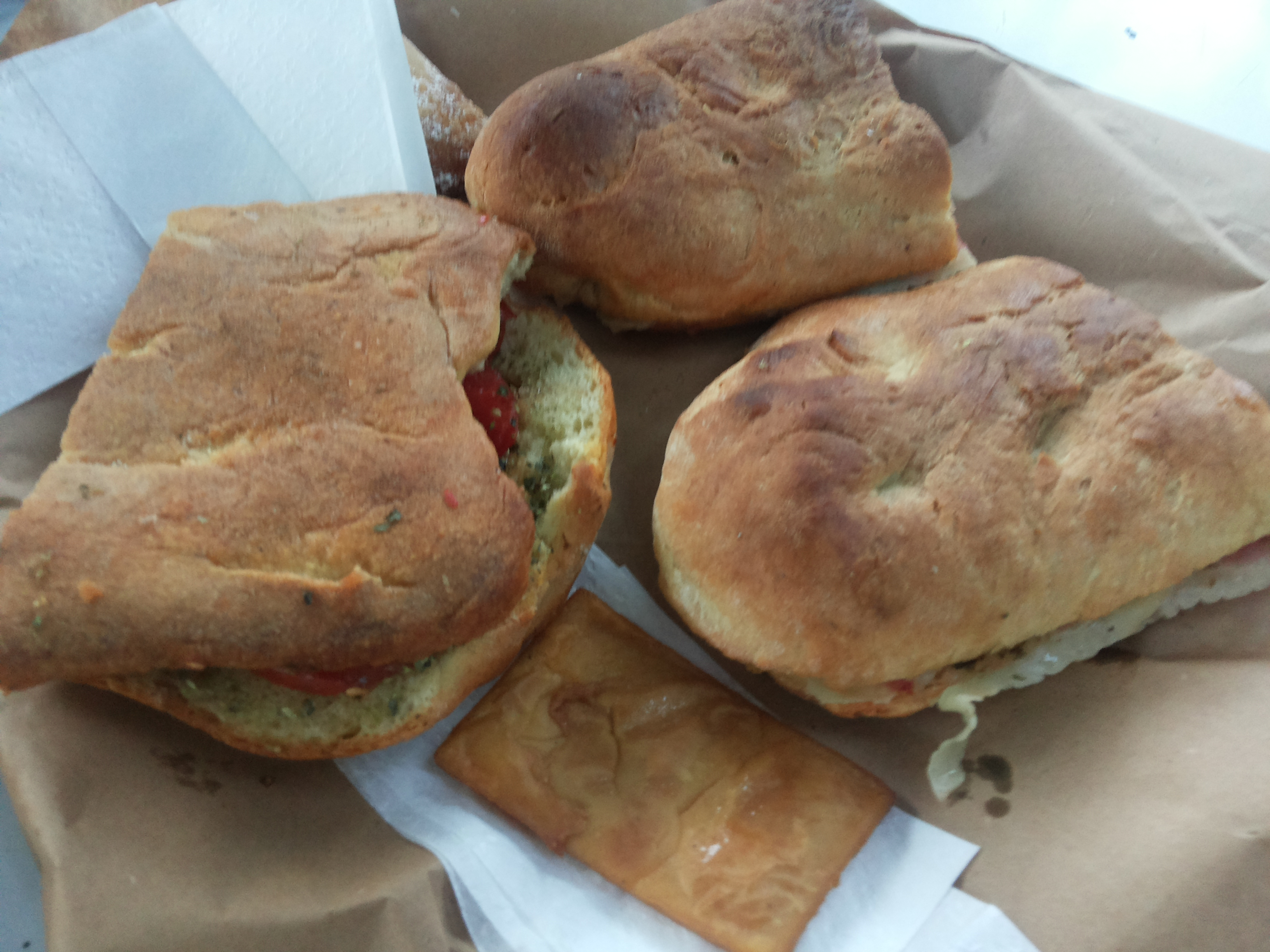
Pane cunzato ("Pani cunzatu") preparato nei pressi del baglio di Scopello (Castellammare del Golfo)

In virtù della grande varietà di grani antichi siciliani che nei secoli sono state selezionate dagli agricoltori queste si identificano nei vari territori, venendo così a determinare le grandi varietà e tipi di pani tipici di ogni territorio siciliano.
Inoltre, gli antichi genotipi mostrano una grande variabilità nelle caratteristiche finali del pane.
Il pane nella storia della Sicilia è un elemento fondamentale, con esso infatti, quando le famiglie erano troppo povere per potersi comprare cibi come pasta, carne e pesce, il principale pasto diventava il pane, capace di sfamare il popolo. Veniva spesso accompagnato come companatico a minestre a base di legumi: lenticchie, fagioli, ceci. E anticamente veniva consumato insieme a verdure crude, come pomodori, cipolle, e insieme alle olive.
Era detto il cibo degli operai, dei contadini e dei pescatori (questi ultimi sfilettavano un pesce appena pescato e aggiungevano i filetti nel pane) che non potevano permettersi formaggi e salumi da accompagnare col pane.
L'usanza di fare il pane casareccio, ovvero il pane fatto in casa, ("u pani 'i casa") è diffusa un po' in tutte le province e isole siciliane; specialmente nelle zone montane. Il pane casareccio viene cotto in forni a legna in pietra. Viene impastato con la semola di grano duro (mentre oggi è consuetudine usare la farina di grano tenero). Si usa condirlo, in lingua siciliana si dice "pani cunzatu", cioè "pane condito", generalmente viene condito caldo con olio, sale e origano. Piatto preparato di frequente con il pane affettato sono le bruschette, condite con del pomodoro, aglio e olio come ingredienti principali. Alcune preparazioni di pane siciliano sono inoltre ritenute caratterizzanti dell'alimentazione sicula e per questo certificate con i relativi marchi alimentari.
- Pane di Lentini
- Pane nero di Castelvetrano

## Cibo di strada siciliano

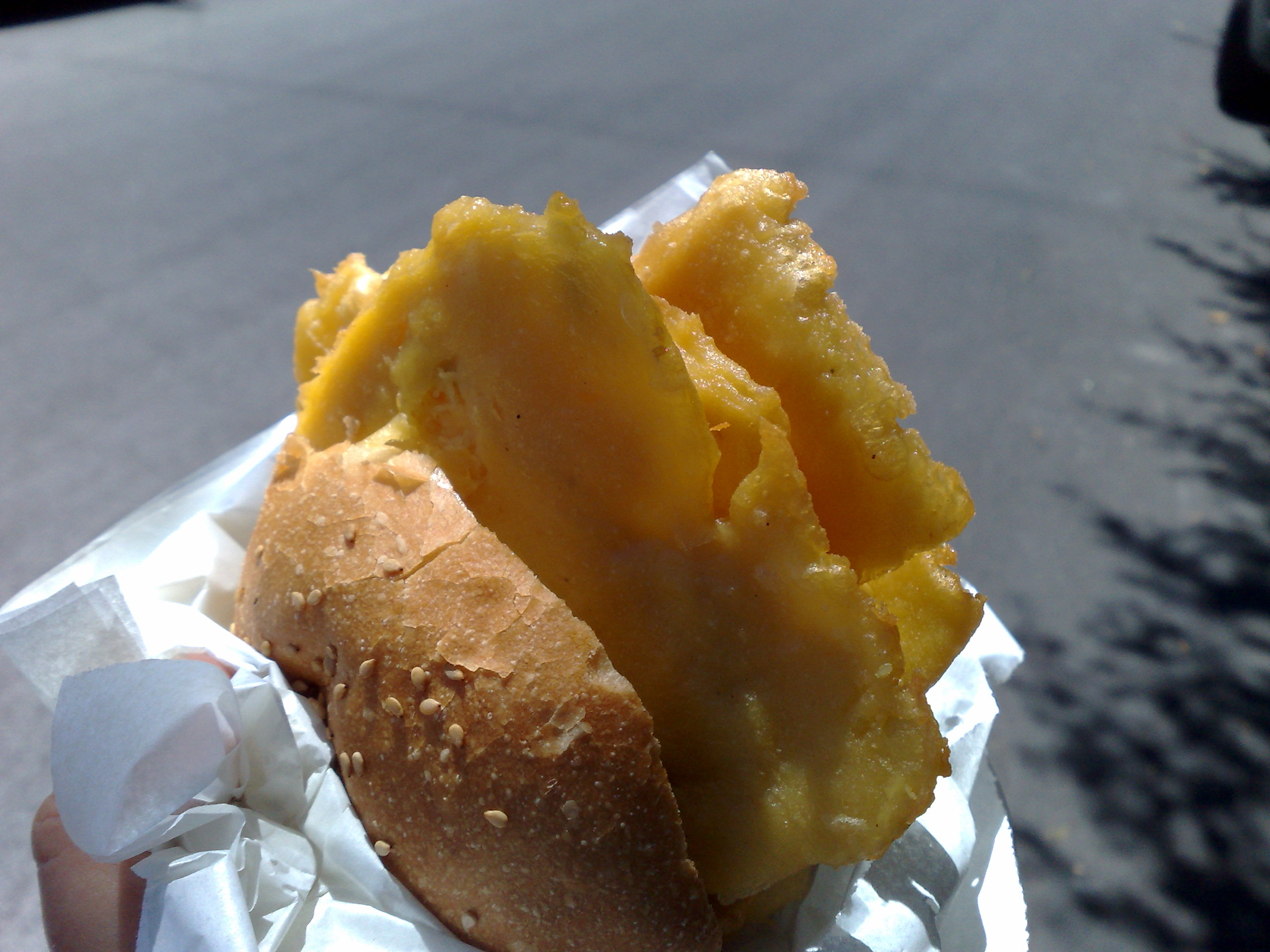
Pane e panelle.

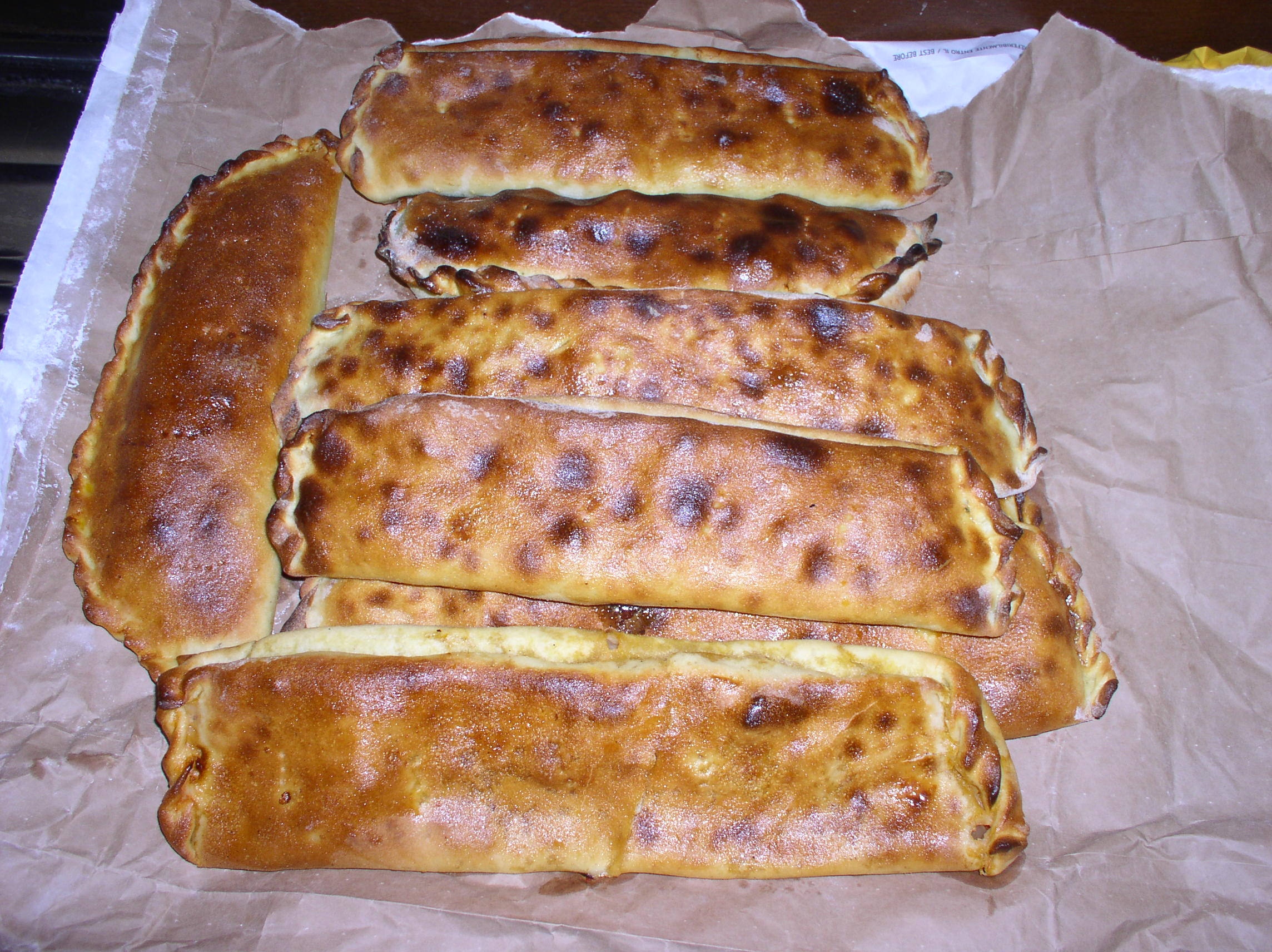
Scacce

Lo street food siciliano si riferisce al cosiddetto cibo da strada. Esso in Sicilia ha origini molto antiche; già ai tempi dei greci si usava mangiare del cibo fuori casa, per le vie della città. La tradizione è ricca di preparazioni veloci, e poco costose, in vendita in bancarelle o chioschi per strada. Ad esempio nel palermitano si usa mangiare fuori il pane e panelle e il pane con la milza. In tutta la Sicilia invece si mangiano gli arancini e la pizza in tutte le sue varianti siciliane, per cui va menzionata anche la rosticceria, generalmente mignon (piccoli pezzi) come calzoni; sfoglie, cornetti, raviole ecc. Inoltre durante le festività religiose le strade siciliane, soprattutto i paesi, si riempiono di fiere culinarie dove si trovano frittelle d'ogni tipo sia salate che dolci e tutto ciò che per le vie si può mangiare. Palermo è stata classificata la quinta città al mondo per il cibo da strada. Di seguito un elenco di alcuni cibi da strada caratteristici della Sicilia:
- Arancina (PAT)
- Bomba
- Calia e simenza
- Calzone
- Cipollina
- Crocchè di patate (PAT)
- Focaccia messinese (PAT)
- Frittelle
- Frittole
- Iris (PAT)
- Panelle (di ceci) (PAT)

- Pani câ meusa
- Paté
- Pidone (PAT)
- Pizza siciliana
- Scaccia
- Scacciata (PAT)
- Sfincione (PAT)
- Stigghiole (PAT)
- Vastedda
- Caldume
- Daiuni (o taiuni)

## Antipasti, contorni, piatti unici

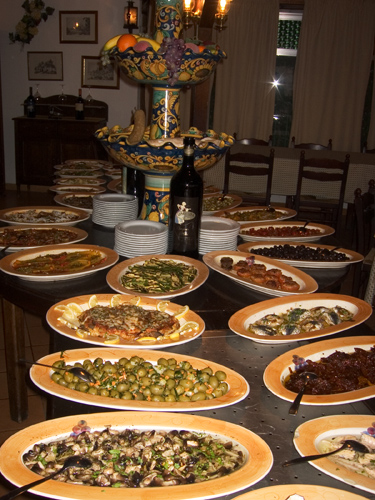
Antipasti siciliani

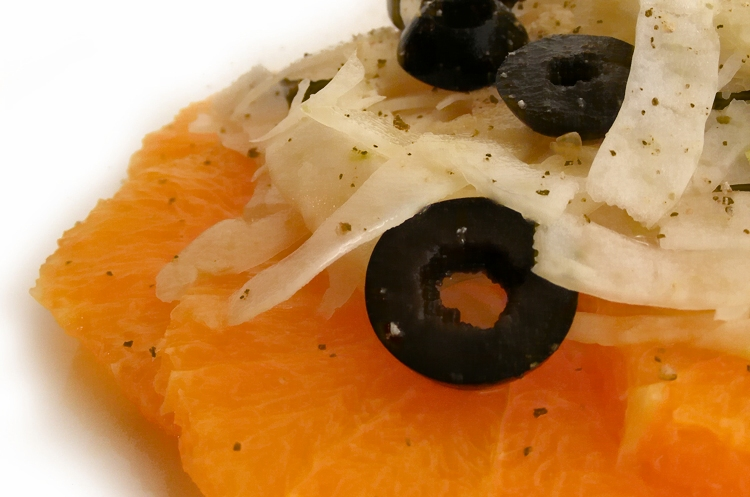
Insalata d'arance; tipico contorno siciliano

Tra gli antipasti o piatti unici più celebri della Sicilia vi sono sicuramente la caponata, l'insalata di arance, e la parmigiana di melanzane. Ma oltre ciò, vi sono numerosi altri piatti tipici di questa regione che pur essendo meno noti sono comunque spesso preparati e annoverati tra le ricette siciliane. Tra questi si citano: alici crude al limone, bruschette alla siciliana, babbaluci o babbuci â ghiotta (chiocciole a zuppa), verdure in pastella, frittata fredda alla siciliana, mulinciani arrustuti.

### Antipasti locali
Oltre ai più noti antipasti diffusi in tutta la Sicilia o in gran parte di essa, vi sono poi dei piatti più singolari diffusi in determinate aree siciliane. Tra questi vi sono:
màguru (diffuso nella Sicilia orientale), nzalata di limiuna (diffuso nella Sicilia occidentale), l'insalata pantesca (tipica di Pantelleria), matarocco (diffuso nella Sicilia occidentale), crostini di capperi (diffuso nella Sicilia centrale), mulinciani mmuttunati (diffuso nella Sicilia occidentale), fritteḍḍa con carciofi, fave e piselli (diffuso nella Sicilia occidentale).

## Primi piatti

### Pasta
Come avviene un po' in tutta Italia anche qui la pasta viene cucinata quotidianamente. Preparata fresca fatta in casa oppure comprata a confezioni nei supermercati, in ogni modo i siciliani la consumano e il suo utilizzo avviene con svariate modalità e condimenti. Vi è la pasta al forno; fritta; in brodo; asciutta (con la salsa) e poi condita da verdure; carne; pesce; ricotta; sughi.

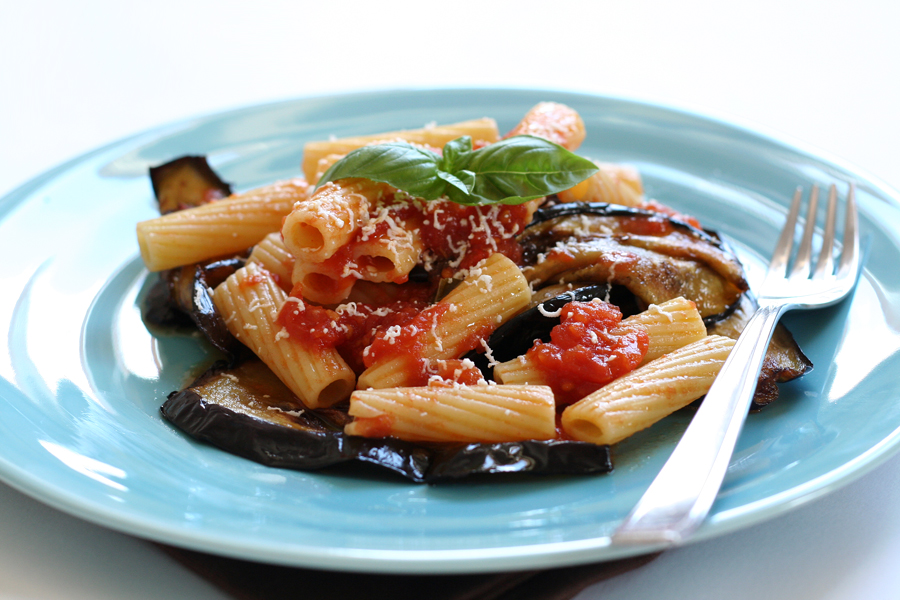
Un piatto di pasta alla norma

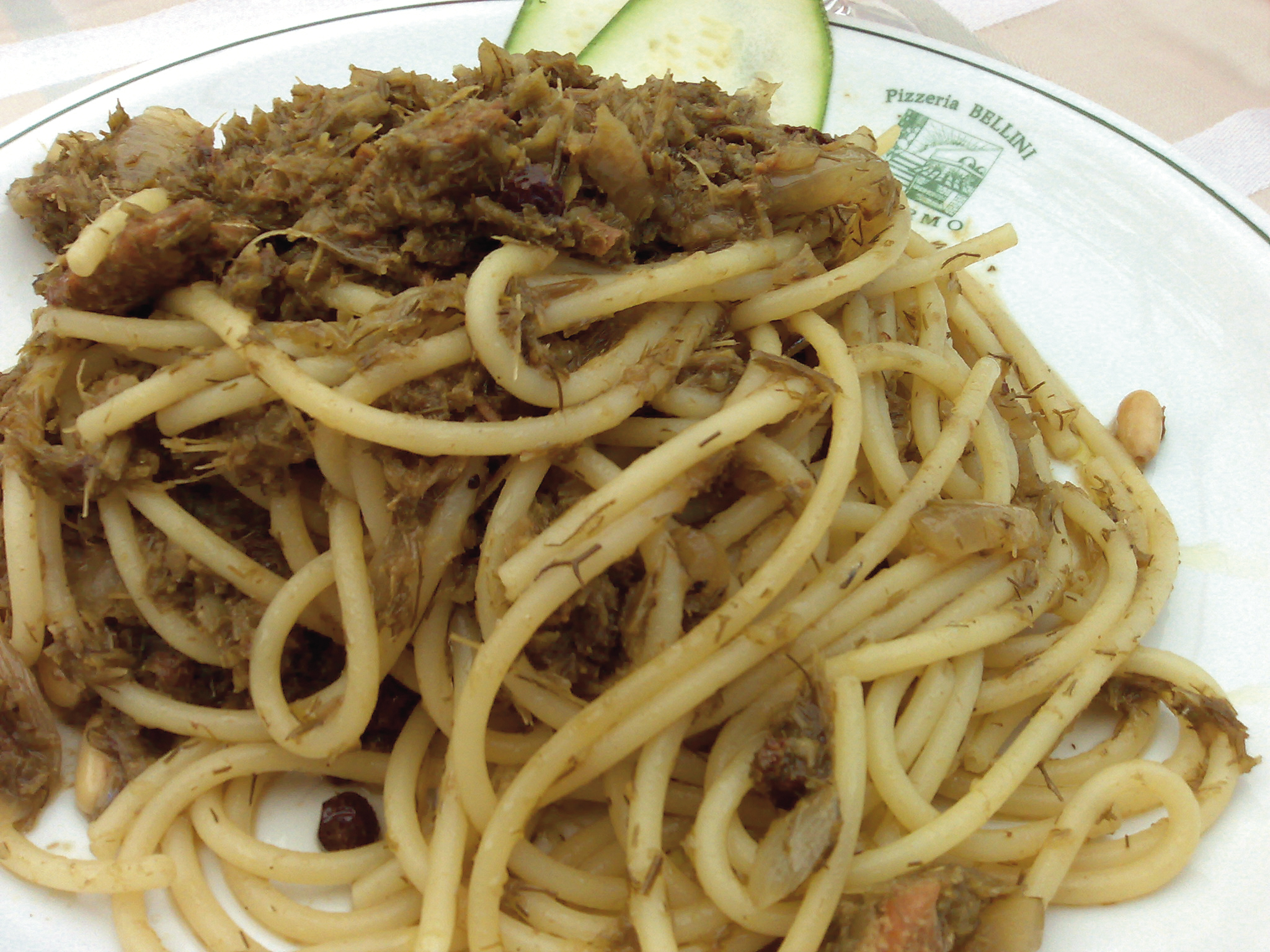
Pasta con le sarde

### Principali primi piatti
- Anelletti al forno
- Busiate (PAT)
- Cavateḍḍi
- Cuscus alla trapanese (PAT)
- Macco di fave (PAT)
- Maccheroni alla siciliana
- Pasta alla Palina[70]
- Minestra con la tenerume

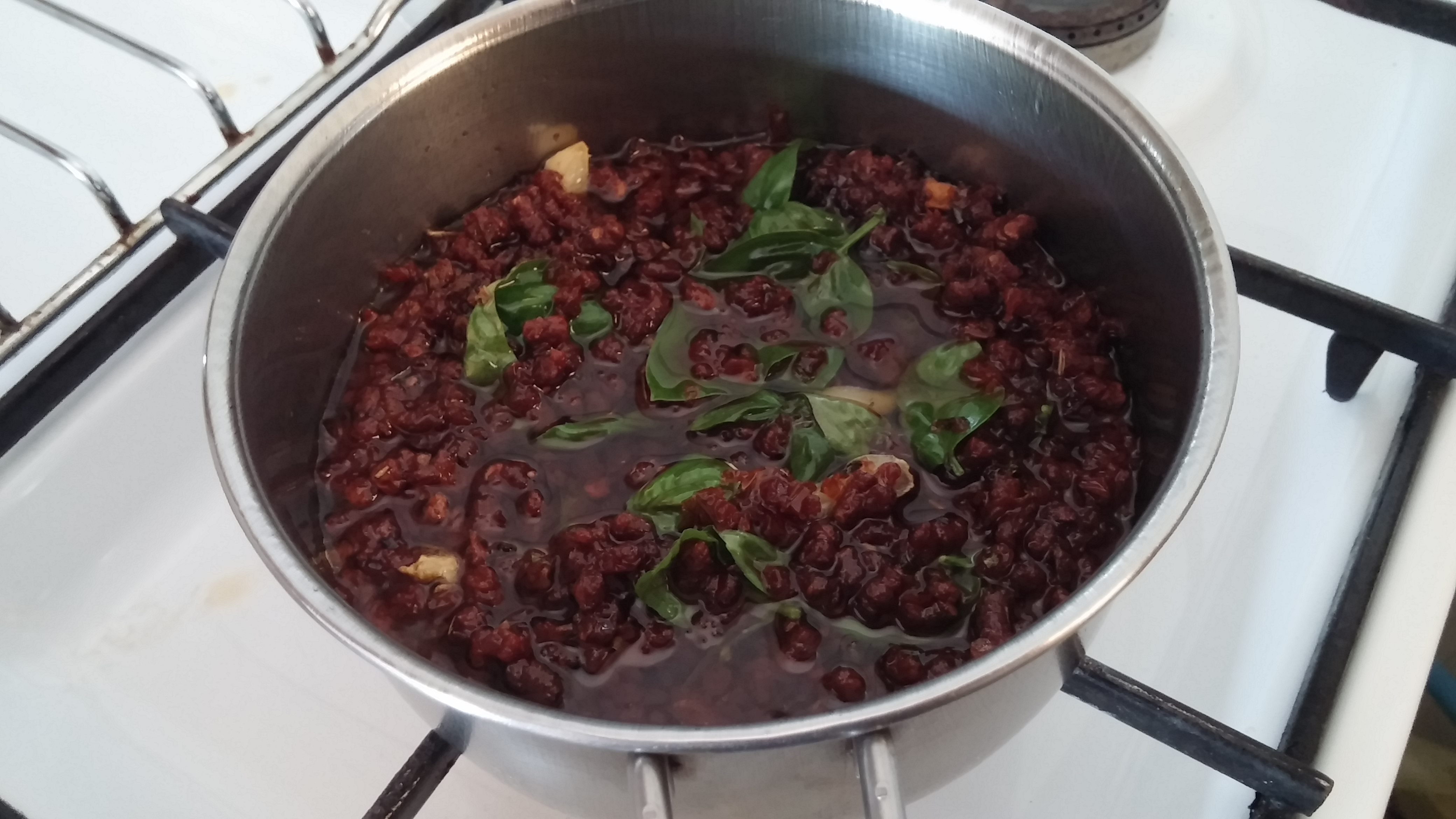
Capuliato

- Pasta zucchine fritte e ricotta salata
- Pasta con le sarde (PAT)
- Pasta con i broccoli "arriminati"[71] (PAT)
- Pasta al pesto di pistacchi
- Pasta alla Norma
- Pasta cû nìjuru di siccia (nero di seppia)
- Pasta câ nunnata (bianchetti)
- Pasta câ muḍḍica (PAT)
- Pasta cû capuliatu
- Pasta câ 'nciovi (pasta con acciughe sotto sale)[72]
- Pasta e fasola (pasta e fagioli)
- Pasta fritta
- Pasta ncasciata
- Pesto alla trapanese (PAT)
- Spaghetti alla carrettiera
- Spaghetti alla bottarga di tonno
- Spaghetti alla siracusana

### Il Riso e il Cuscus
Il Riso
La coltivazione del riso è stata molto diffusa nell'Isola, dall'VIII secolo, periodo in cui venne introdotta dagli Arabi fino ai primi del '900, lasciando tracce nella gastronomia siciliana quali:
- Risu ô furnu (timballo di riso preparato con ragù e condito con piselli, mozzarella, prosciutto, parmigiano ed infornato);
- Risotto con lo zafferano;
- Arancine (PAT)
- Badduzzi di risu (PAT)

Il cuscus

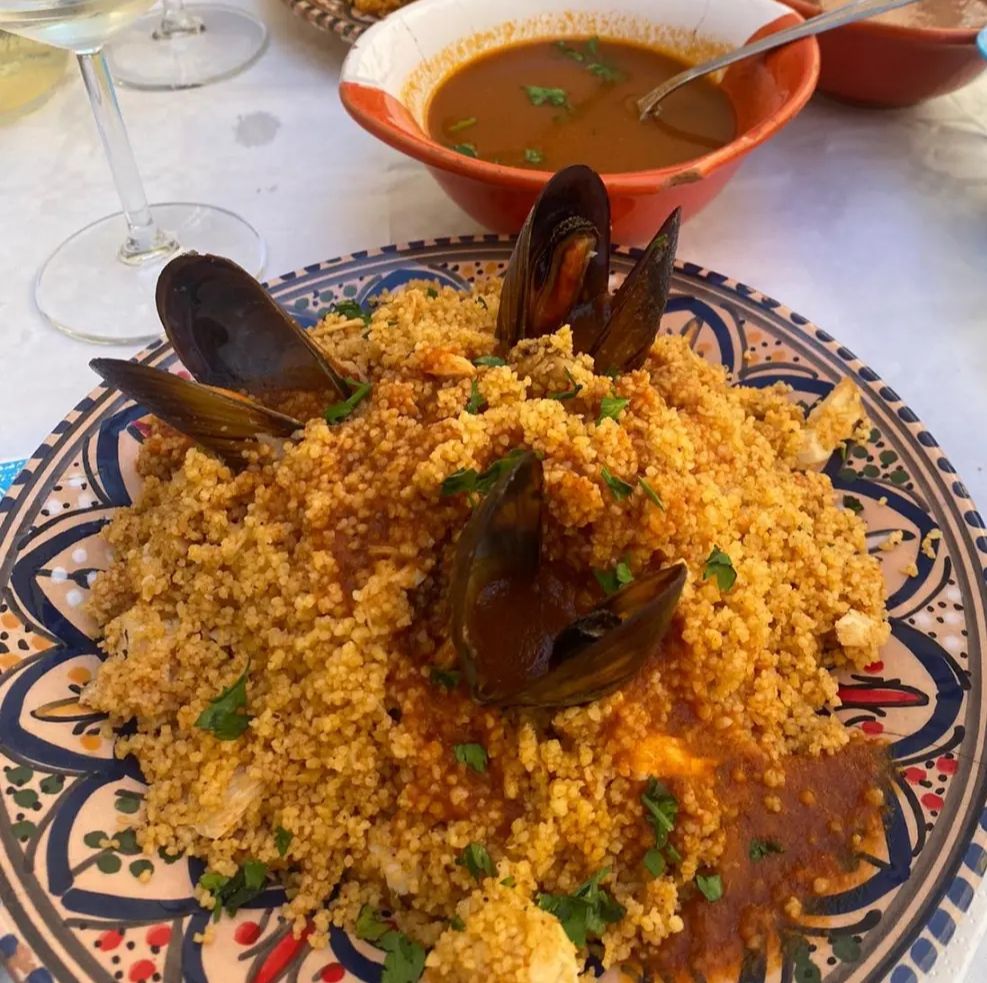
Il cuscus di pesce; cucinato principalmente a Trapani, mutuato nell'800 dalla cultura alimentare araba.

Il cuscus è formato da granelli di semola cotti al vapore in speciali tegami di terracotta. Si tratta di un piatto originario del Nordafrica. È stato introdotto in provincia di Trapani dall'emigrazione di fine ottocento verso la Tunisia, e a inizio Novecento verso la Libia, con la particolarità dell'uso del brodo di pesce, invece che la versione magrebina. Oggi il cuscus di pesce (PAT) è considerato un piatto quasi quotidiano della cucina trapanese, anche se è conosciuto e consumato in tutta la parte occidentale dell'isola. Altre varianti sono il Cuscus di verdure, il Cuscus dolce e le frascatule (PAT).

## Secondi piatti

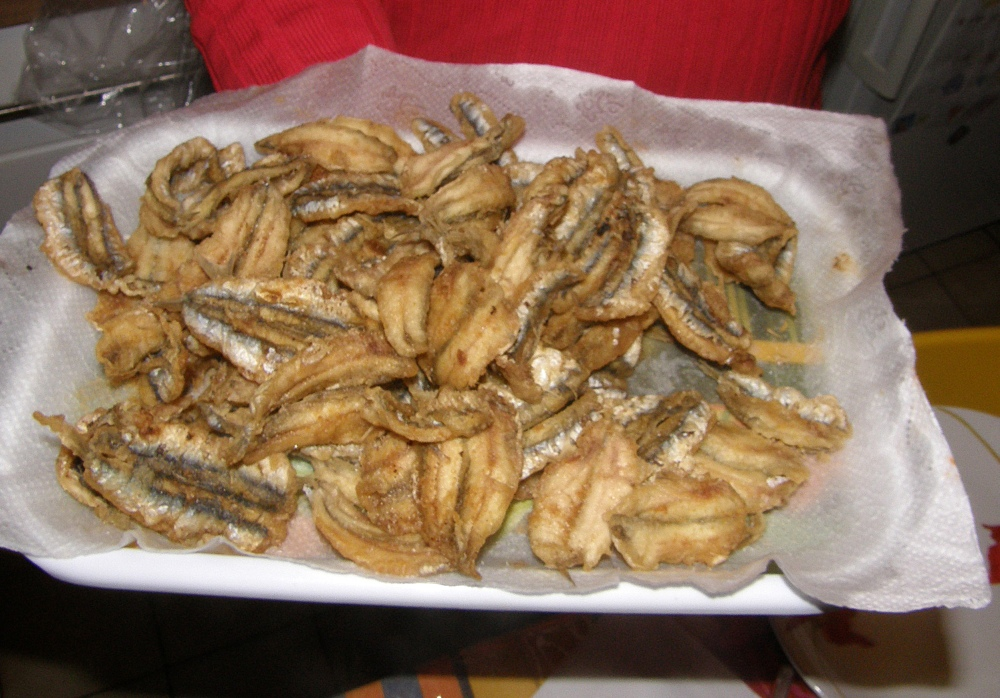
Sarde allinguate

Con le rinomate carni siciliane troviamo:
- Arrosto panato (alla palermitana)
- Braciolette alla messinese
- Coniglio "lardiato"
- Falsomagro
- Involtini di carne
- Salsiccia pasqualora (PAT)

Pesce
- Ghiotta
- Involtini di pesce spada
- Pesce spada alla ghiotta
- Pesce spada al salmoriglio
- Pescestocco alla messinese
- Purpetti 'i muccu (frittelle di neonata)
- Polpette di sarde (fritte e al sugo)
- Purpiceddi affucati  (moscardini murati)
- Purpu (polpo bollito)
- Sarde a beccafico (PAT)
- Sarde allinguate

Altri piatti
- Parmigiana di melanzane (PAT)
- Bastardi affucati (cavolfiori affogati)
- Involtini di melanzane
- Pizza fritta alla Siciliana
- Polpette di finocchietto
- Melenzane ammuttunati

## Frutta

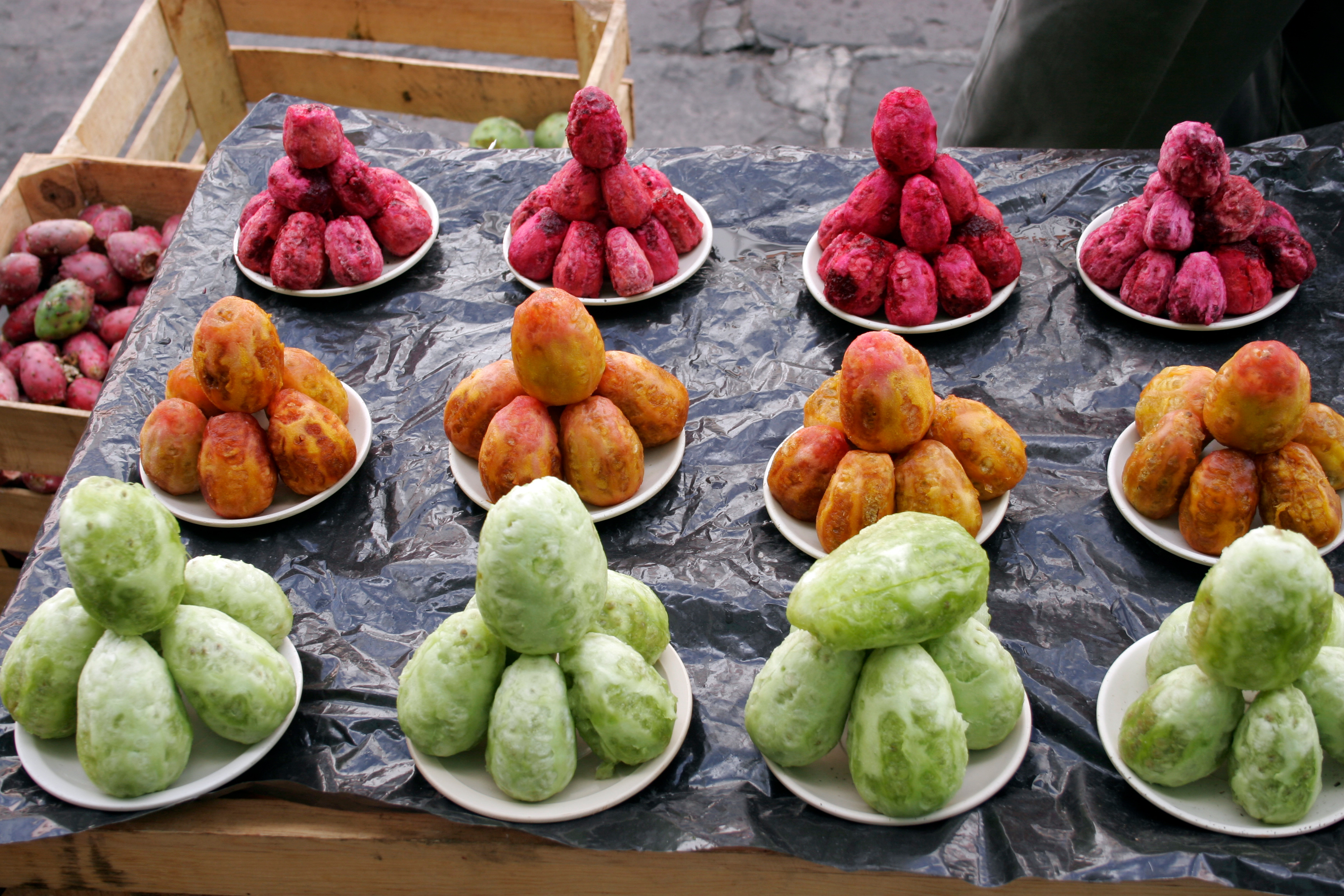
Fichidindia sbucciati

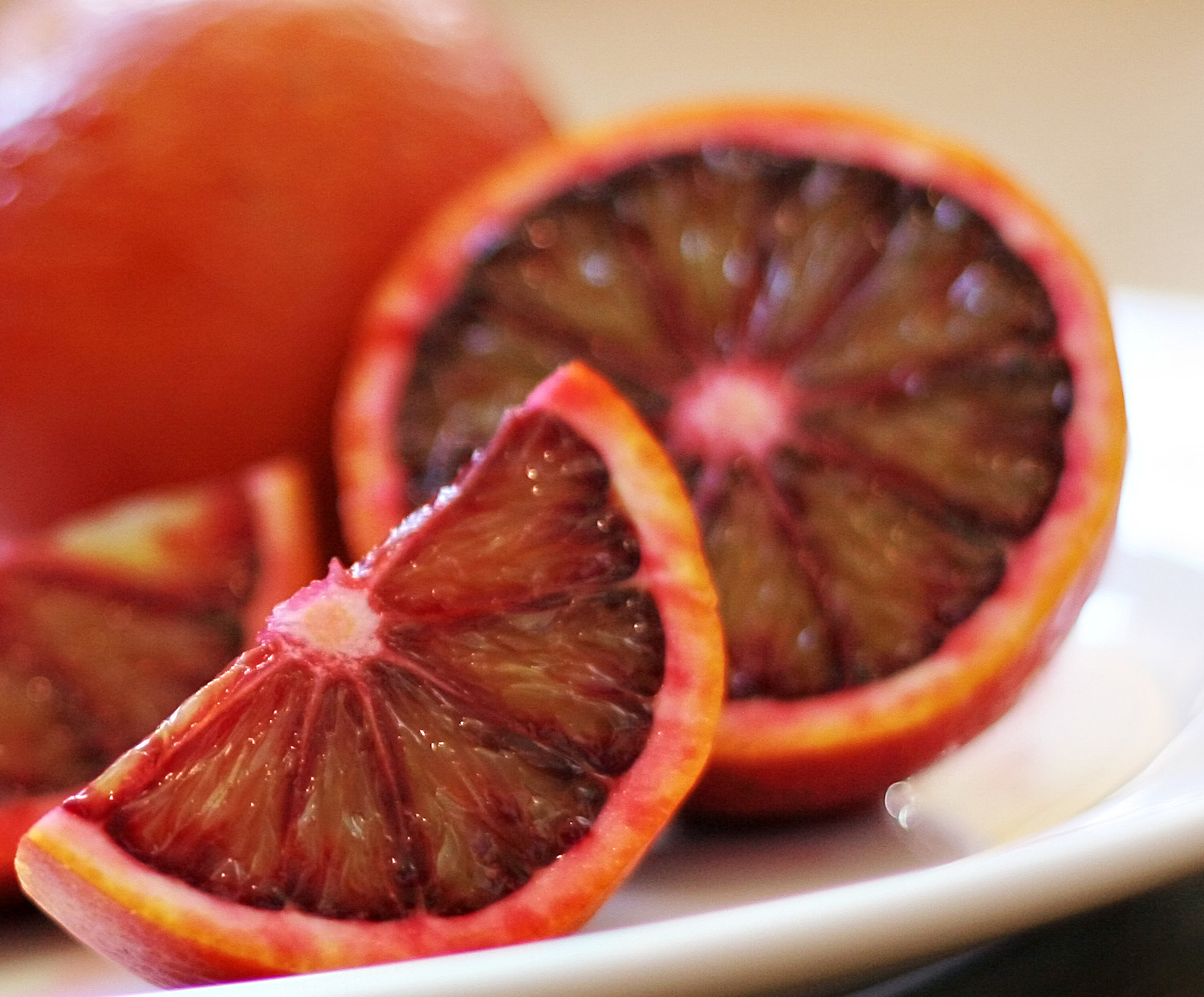
Arance rosse siciliane

La grande importanza dell'agricoltura nell'economia regionale, unita alla buona posizione geografica che favorisce la produzione ortofrutticola, garantisce alla frutta un ruolo importante nell'alimentazione e nella cucina dell'isola.

La frutta, così come nelle altre regioni d'Italia, è consumata tradizionalmente a fine pasto. Molta frutta come albicocche, mele cotogne, fichi e agrumi viene utilizzata per confezionare marmellate (tra cui la Cutugnata a base di mele cotogne) e confetture.

La cosiddetta frutta esotica (kiwi, banane, ananas ed altri) va a formare insieme a pesche, pere, mele, fragole, uva e così via, la cosiddetta Macedonia, piatto di frutta mista preparata con del succo d'arancio e zucchero, molto mangiata, specialmente d'estate, nel Mediterraneo.

Con le bucce delle arance si possono fare i canditi, con meloni, angurie e altri tipi di frutta si possono fare ottimi gelati, con fragole, limoni, pesche, mandorle, gelsi e così via, possono essere fatte le granite.

Alcuni tipi di frutta possono essere anche cotti, come le pere, in siciliano si chiamano Pira vuḍḍuti (o vugghiuti) (pere bollite). Anche le cotogne si possono cuocere.
E qui è usanza mangiare come frutti anche gli agrumi come limoni e i cedri, nonostante possa sembrare strano, poiché il loro sapore agro non si adatta ad un frutto da dopo pasto, ma invece è usanza intingere il limone nello zucchero e dargli così un sapore agrodolce che lo rende mangiabile a spicchi (alcuni usano mettere il sale al posto dello zucchero).

In particolar modo il cedro, anche se possiede una polpa aspra ha la buccia, chiamata "muḍḍicuni" (molla), piuttosto dolce.
Infine, è molto diffuso il consumo di frutta autoctona come carrubbe, gelsi, fichi, nespole e melograni.
Ma il frutto più caratteristico siciliano resta comunque il Ficodindia, che all'apparenza può sembrare immangiabile perché ricoperto di spine, ma, tolta la buccia è un frutto molto dolce che si distingue in vari colori e che ha all'interno dei semini commestibili.

Ci sono poi dei fico d'India più tardivi a nascere, verso settembre, i quali in siciliano vengono chiamati Li Bastadduna, che hanno caratteristiche diverse dal normale fico d'India, quelli di settembre infatti sono più grandi e non hanno semi all'interno.
- Ricetta della Mostarda di Fichidindia (a Mustarda di ficu d'Ìnnia)
- Cotognata siciliana (a Cutugnàta)

### La Frutta secca

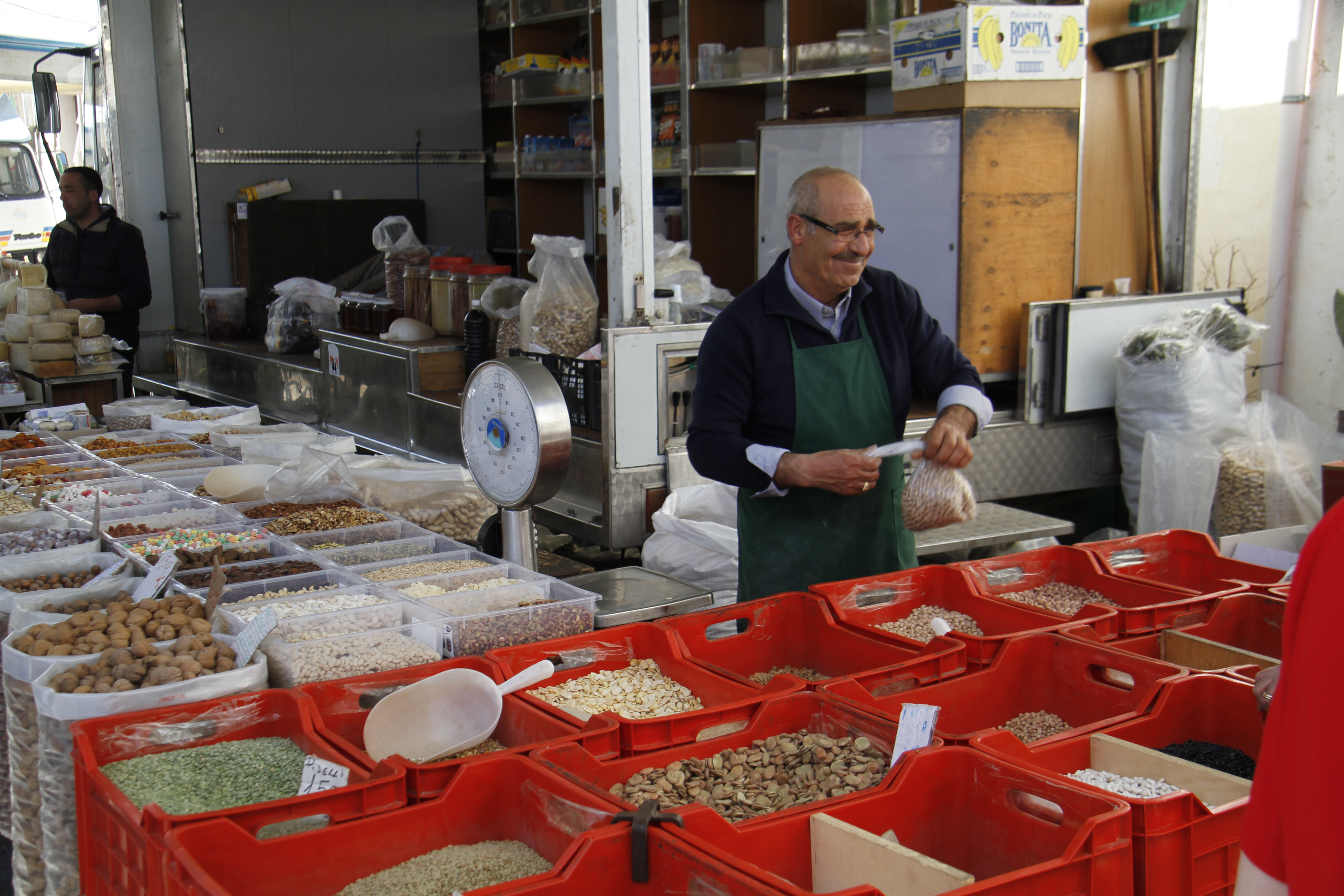
Venditore di frutta secca a Noto

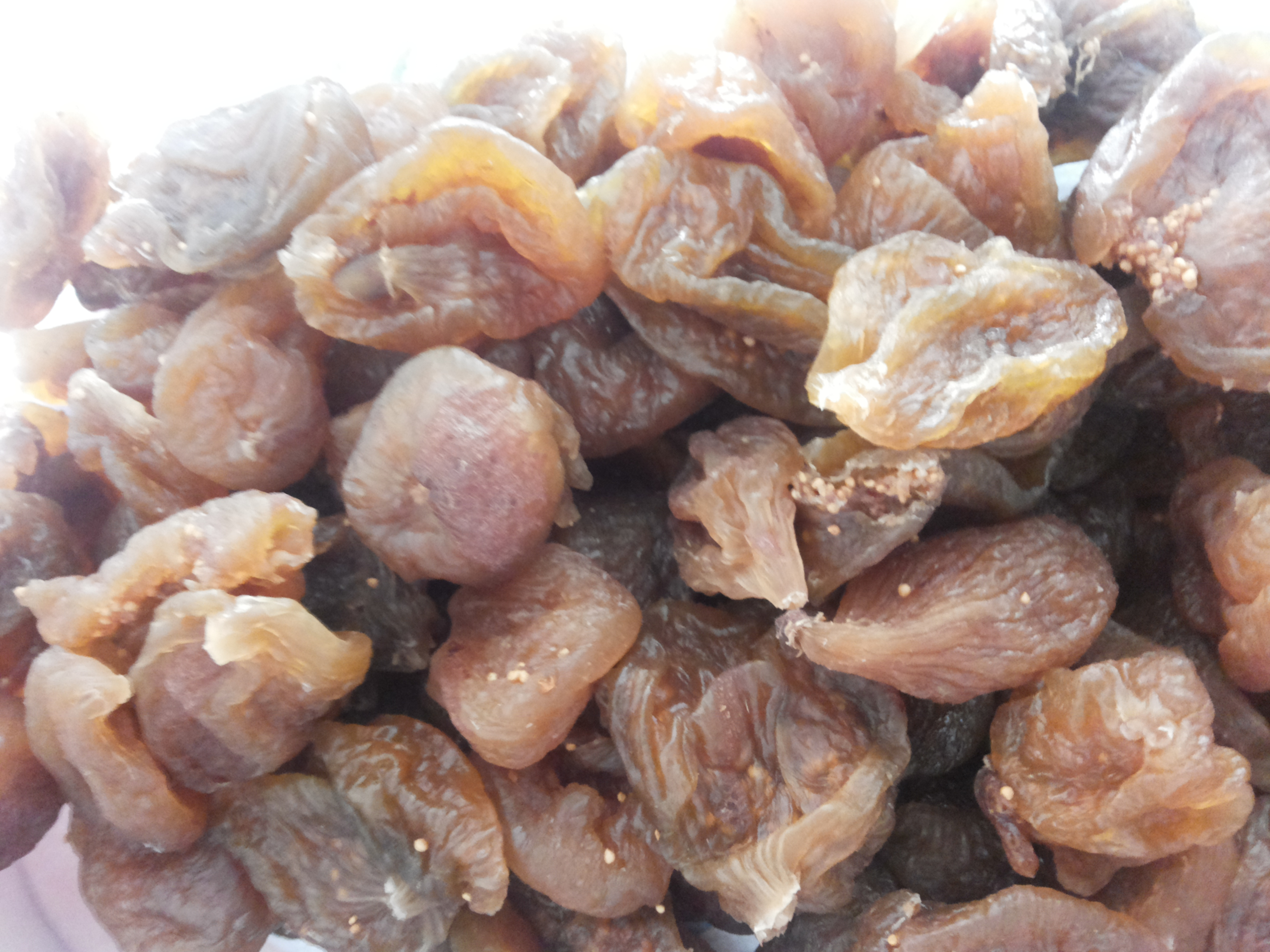
Passuluna (fichi secchi)

La frutta secca è considerata come il cibo festaiolo per eccellenza, poiché essa viene venduta durante le varie festività da apposite bancarelle dove si trovano i frutti secchi sia dolci che salati. Viene consumata principalmente in inverno, specialmente nei periodi natalizi dove mandorle di Avola, noccioline, noci, pistacchi di Bronte sono spesso sulle tavole siciliane. I più diffusi tipi di frutta secca sono:
- Le castagne, per esempio vengono vendute nel periodo autunnale ed invernale dagli ambulanti come caldarroste, cioè le castagne arrostite e salate da mangiare calde.
- La calia e simenza sono semi di zucca e ceci abbrustoliti, si possono trovare sia d'estate che d'inverno.
- La calia (i ceci), se è ricoperta da zucchero colorato si chiama calia russa, perché il colore dello strato di zucchero è tradizionalmente rosso, anche se la calia può essere variopinta a seconda dei gusti.
- La nuciḍḍa mericana (le arachidi) chiamata anche nuciḍḍa calacausi (che può essere salata o caramellata);
- La pastiglia (castagne essiccate);
- Le mandorle caramellate (affini alla "calia" e alle arachidi caramellate);
- Le nuciḍḍi di Natali (le nocciole);
- Le nuci (le noci vere e proprie);
- I pistacchi;
- I luppini (i lupini) chiamati anche a luppina;
- La ficu sicca o passuluna (i fichi secchi);
- Gli addattuli (i datteri);
- I passuli (l'uva passa);
- I prugni sicchi (le prugne secche)

## Dolci
I dolci siciliani sono molto conosciuti, la cassata siciliana è uno dei dolci più famosi della Sicilia, preparato con pan di Spagna, ricotta, glassa, e canditi, rinomata per la sua consistenza e sapore. Ha due versioni: quella classica e quella al forno (torta di pasta frolla ripiena di crema di ricotta, priva di decorazioni di marzapane e frutta candita, cosparsa con zucchero a velo e cannella in polvere).

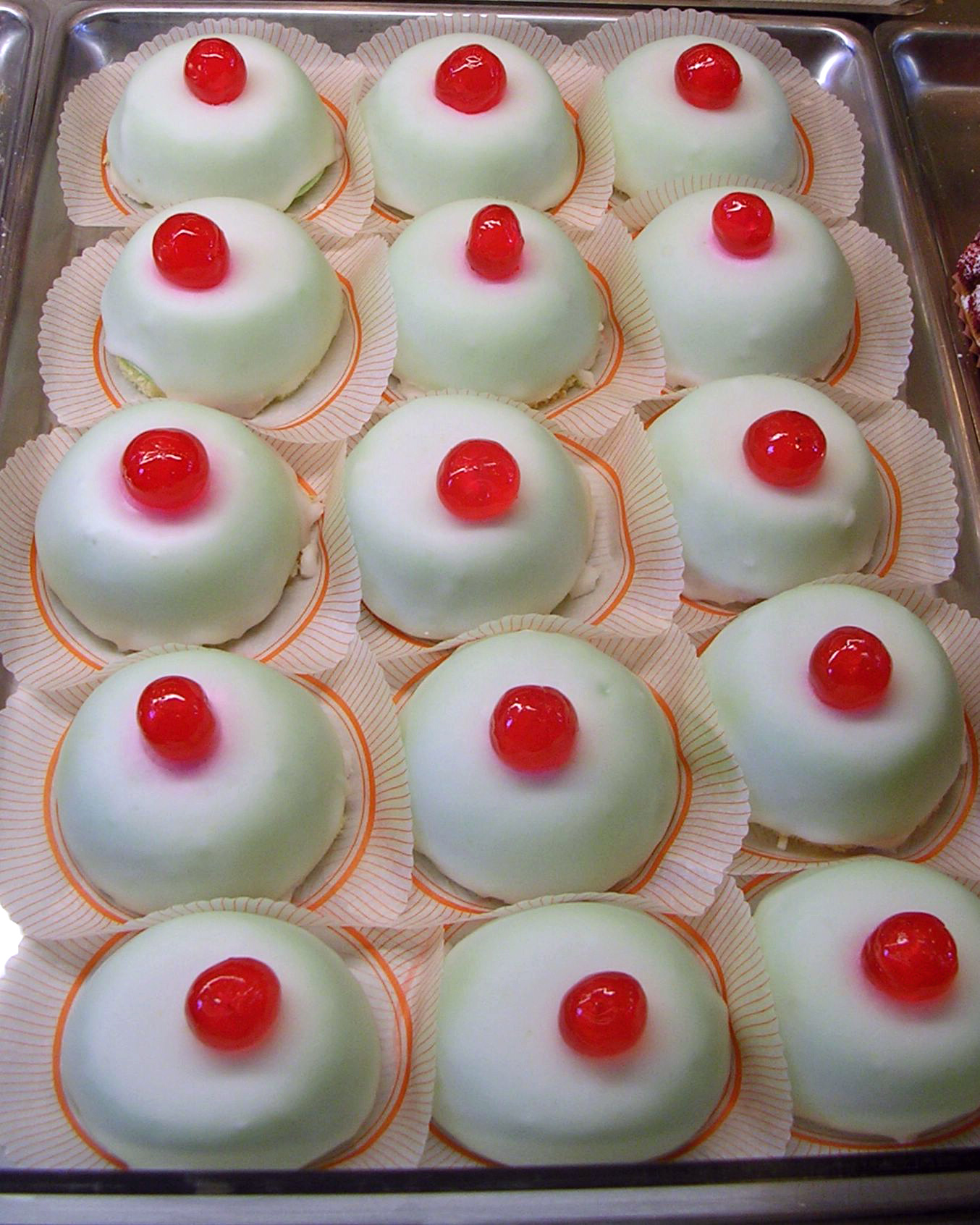
Cassatine siciliane, definite nella tradizione catanese minnuzze di sant'aita

Esistono poi le versioni in dimensione ridotta delle due tipologie dette cassatine. Questo dolce nella tradizione catanese assume un significato particolare poiché simboleggia il martirio subito da sant'Agata, patrona della città. Da qui deriva il nome che gli è stato dato a Catania: Minni di Sant'Àjita o cassatella di sant'Agata.
Altri dolci tipici sono

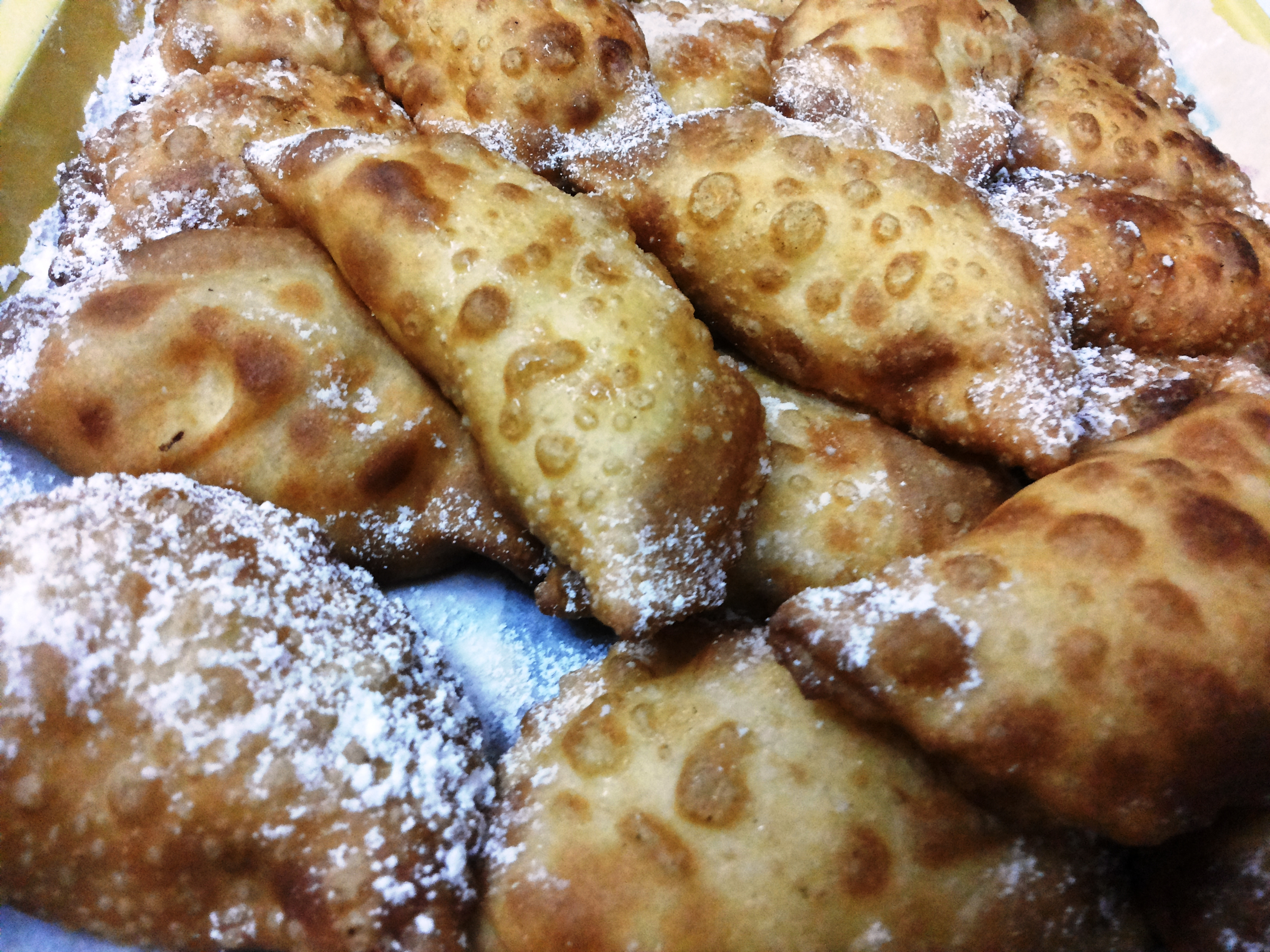
Cassatelle della provincia di Trapani

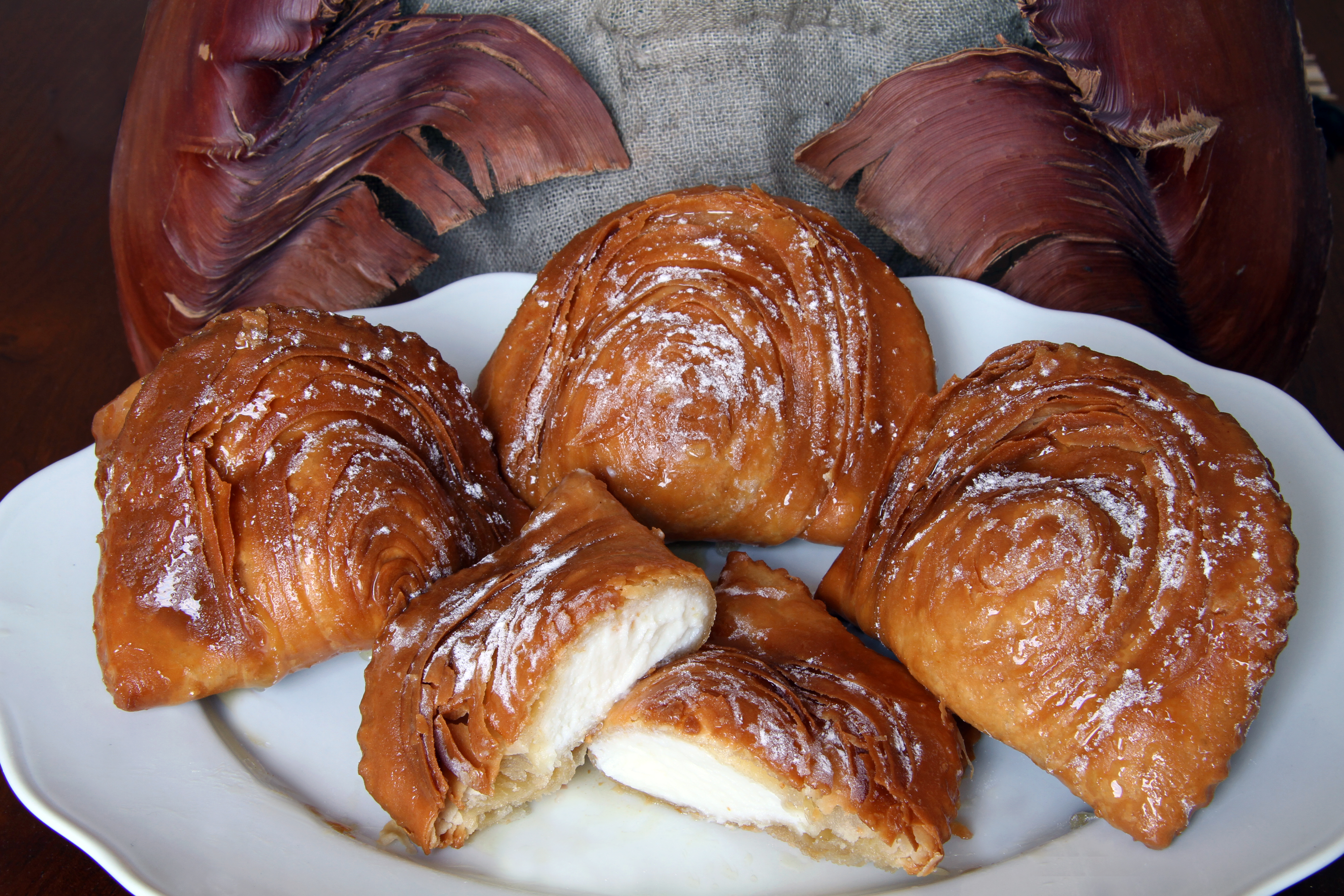
Raviola di ricotta nissena

• Le cassatelle di Paternò dette anche Maruska.
Dolce tipico ed esclusivo di Paternò composto da due strati di biscotto friabile farciti con crema bianca o al cioccolato , ricoperto nella parte superiore da glassa di zucchero e decori al cioccolato con ciliegia candita.
• Le cassatelle (Calatafimi, Alcamo)
È un dolce a forma di raviolo al cui interno vi è un impasto di ricotta di pecora, zucchero e gocce di cioccolato, fritto nell'olio bollente. Solitamente si consumava in occasione della Pasqua, oggi è di uso quotidiano
• Le cassatelle di Agira
Dolce molto antico tipico di Agira, in provincia di Enna, nella zona della Sicilia centrale.
Sono dolci rinomati e ricercati, preparati in modo artigianale, con l'uso della pasta di sugna, farina, uova zucchero e acqua, ripieni di mandorle, cacao, limone e farina di ceci, decorate con dello zucchero a velo.
- Le crispelle di riso uso Benedettini

Dolce nato a Catania nel monastero delle monache benedettine.
- La raviola di ricotta

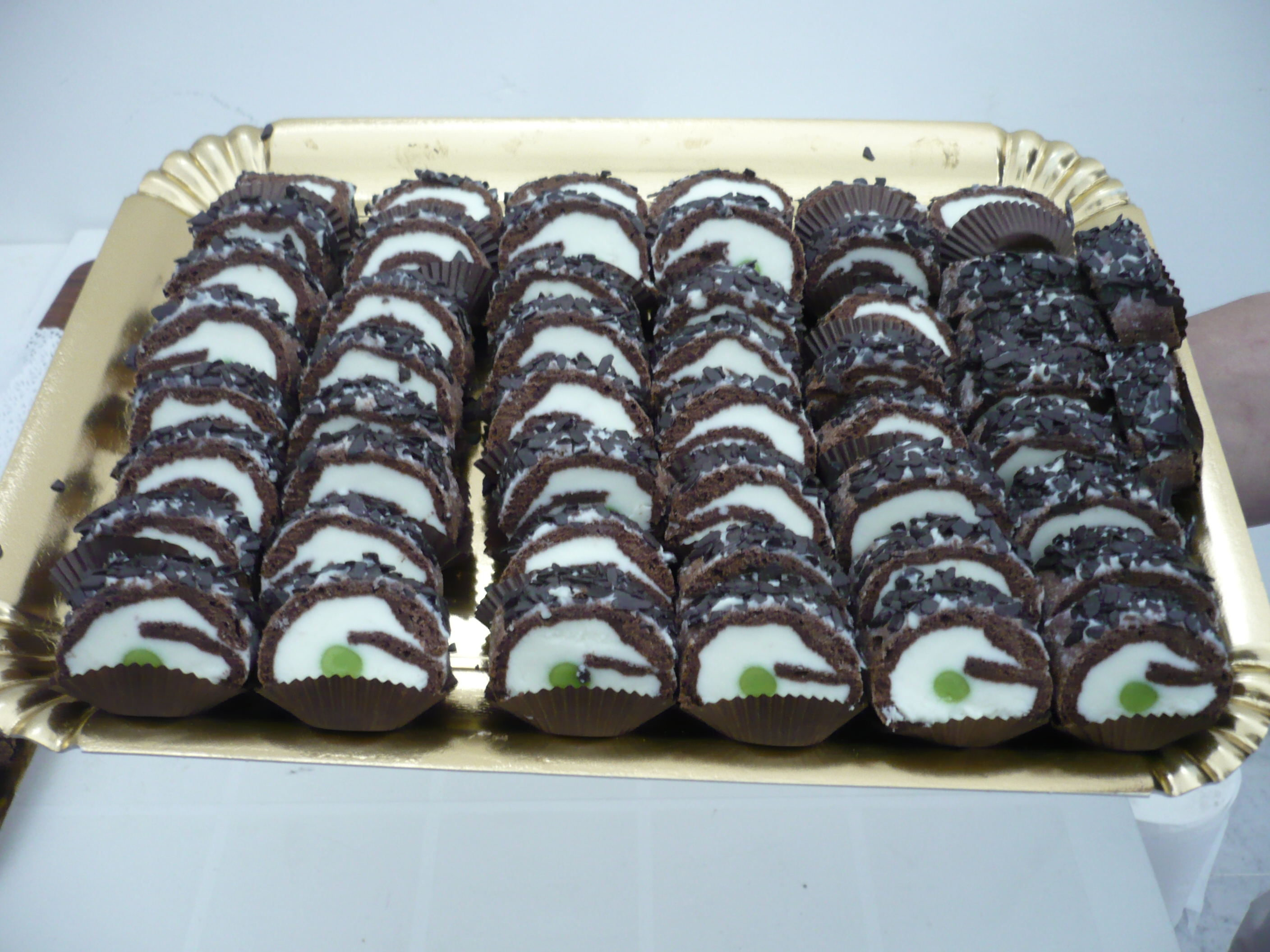
Rollò tipo mignon

Dolce nato a Caltanissetta con una sfoglia fritta ricoperta di miele e una farcitura di ricotta dolce.
- I cannoli Siciliani

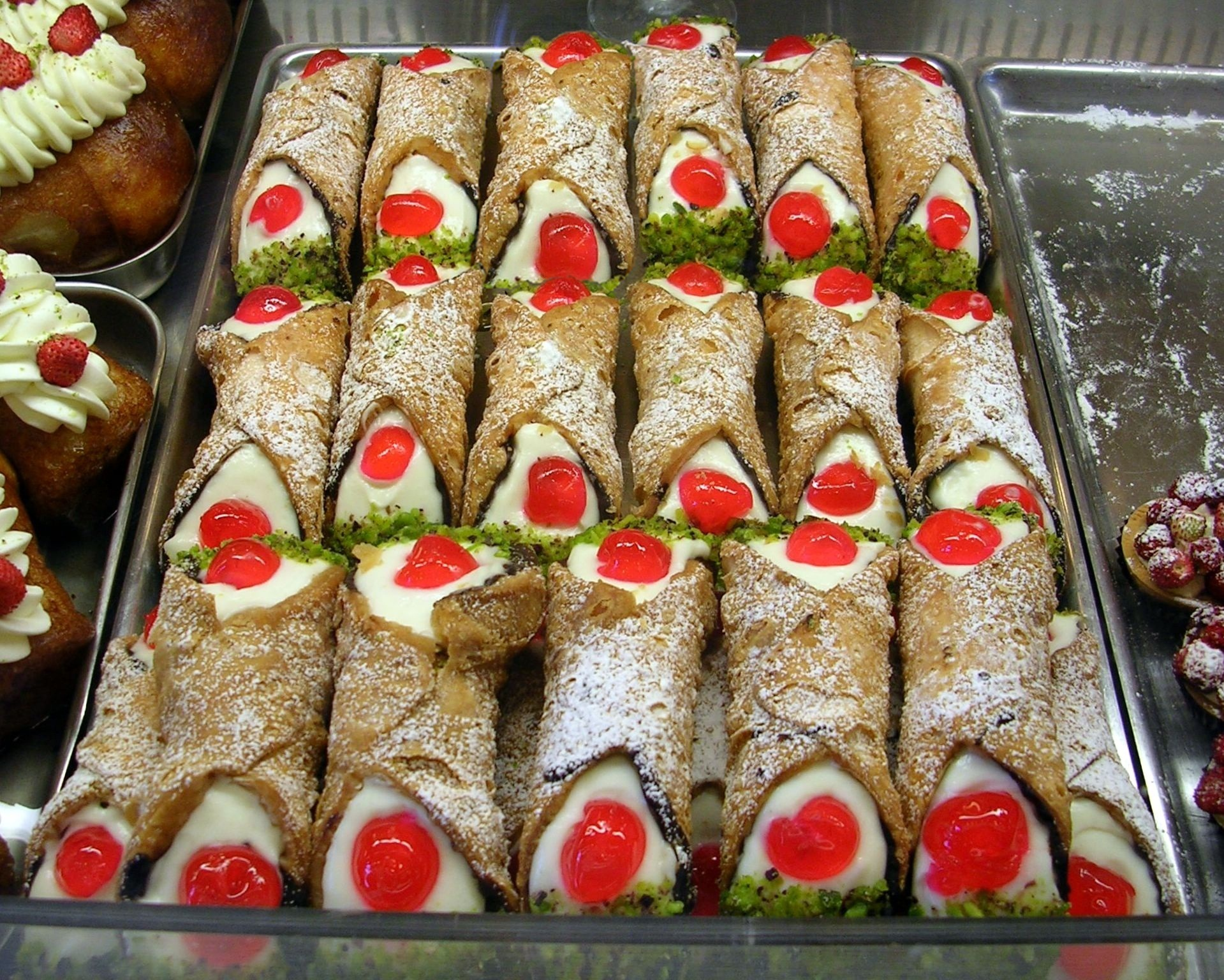
Cannoli siciliani

Si dice sia il dolce più famoso dell'isola, mangiato e conosciuto nel mondo, viene preparato con ricotta o cioccolato o crema gialla, condito con pistacchio o frutta candita e zucchero a velo. Anche i cannoli hanno una versione più piccola, i cannolicchi.
- I rollò nisseni

Dolce nato a Caltanissetta agli inizi del novecento imitando in modo localistico la diffusa tradizione mondiale dei dolci arrotolati, utilizza il pan di spagna al cacao, la ricotta e la pasta reale.
- I tetù siciliani

Biscotti tipicamente siciliani, ricoperti da glassa di zucchero, preparati in occasione della festività autunnale del 2 novembre, per la festa dei morti, come si dice in siciliano e possono essere neri (al cioccolato) o bianchi (al limone).
- La granita

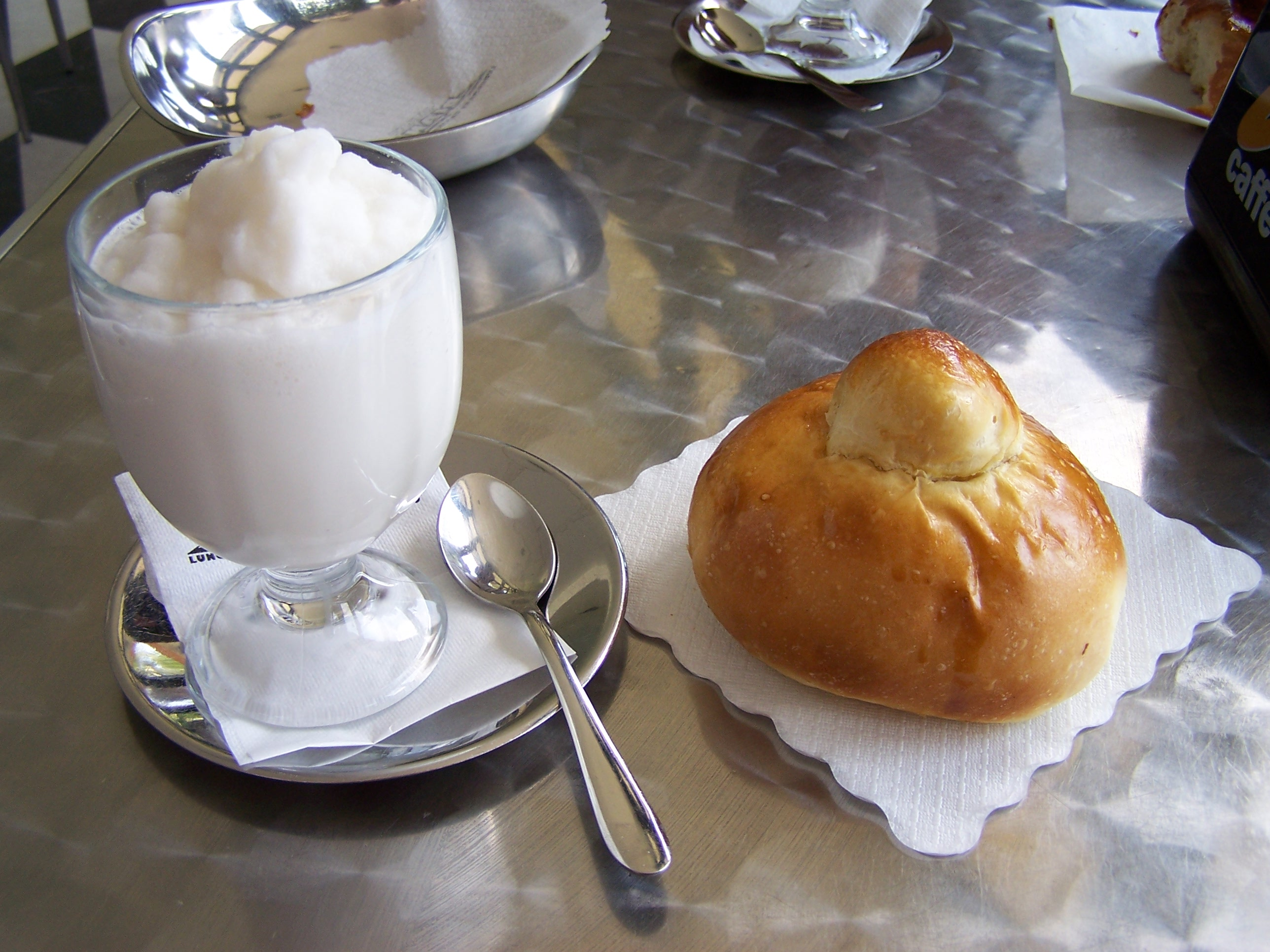
Granita siciliana

Dolce dalle origini arabe che ha visto i suoi natali proprio in Sicilia. Le più note granite sono quella alla mandorla e al limone ma vi sono anche molti altri gusti di granite che vanno da quella al caffè, al pistacchio, alle fragole, alla menta, al cioccolato e molte altre.
- Le paste di mandorla

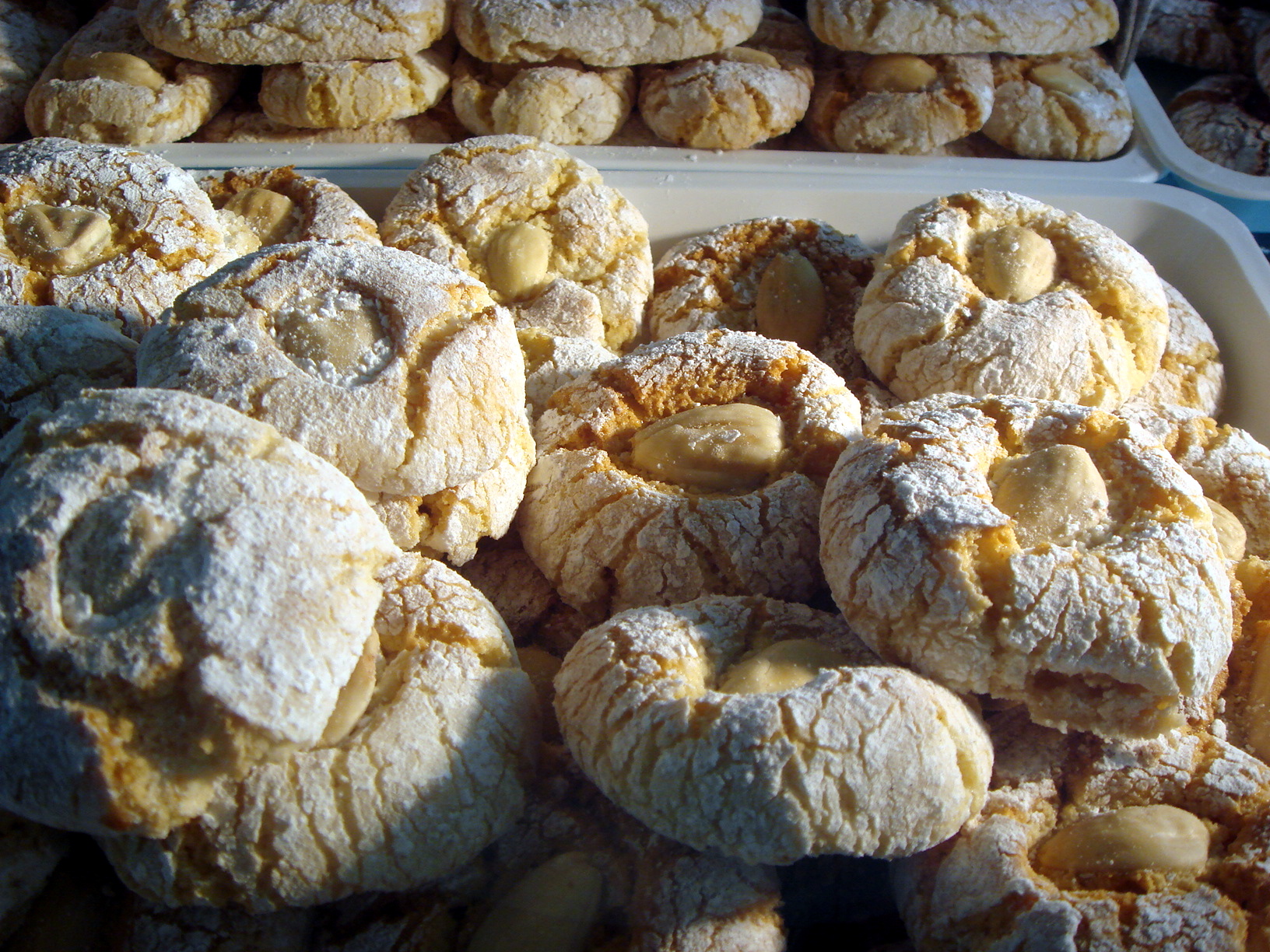
Paste di mandorla

Le paste di mandorle sono ben preparate sul territorio, anche grazie alla nota e ricercata mandorla di Avola, la quale dona alle paste (particolarmente rinomate sono quelle siracusane) un ottimo sapore. I modi per prepararle sono molteplici; variano in forma e condimenti, ma l'elemento principale resta comunque la mandorla.
- La martorana

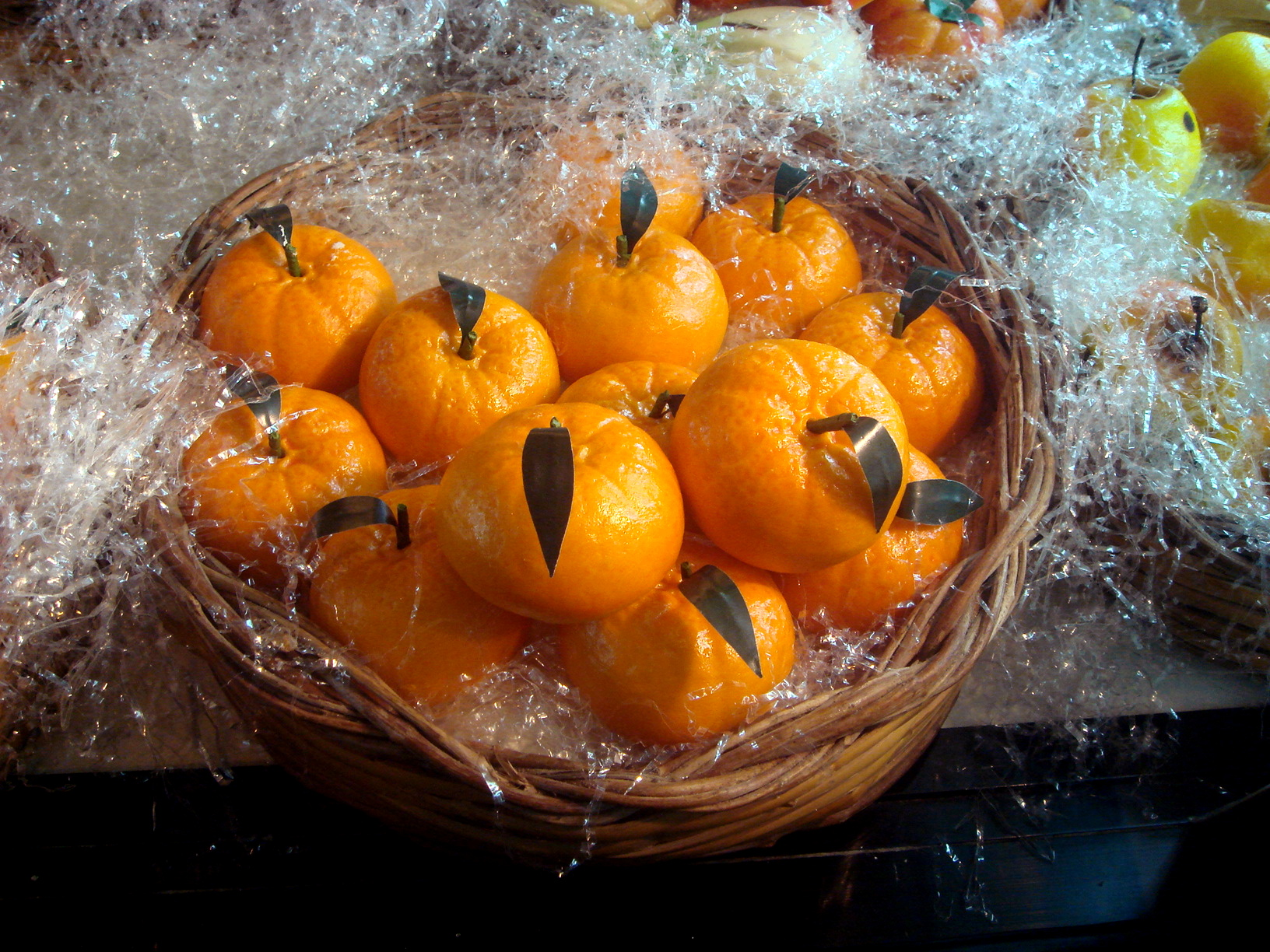
Frutta martorana a forma di arance

Anche la frutta martorana (o frutta di martorana) è un piatto originario della Sicilia e composto da pasta di mandorla, alla quale si dà la forma di diversi frutti o alimenti. Caratteristico specialmente di Palermo e Trapani, viene comunque preparato e commercializzato in tutta l'isola.
Deve il suo nome alla chiesa di Santa Maria dell'Ammiraglio (detta chiesa della Martorana), eretta nel 1143 da Giorgio d'Antiochia, nei pressi del vicino monastero benedettino, fondato dalla nobildonna Eloisa Martorana nel 1194, da cui prese il nome. Veniva tradizionalmente preparata nelle celebrazioni della Festa dei Morti.
- La Giuggiulena o Cubbaita

La giuggiulena è diffusa nella Sicilia orientale (particolarmente nel siracusano), mentre lo stesso dolce assume il nome di cubbaita nella parte occidentale dell'isola e nel modicano (che è comunque zona orientale); si tratta di un torrone fatto con il sesamo, chiamato appunto giuggiulena nell'agrigentino (cimino nel palermitano)
- Il salame di cioccolato o salame turco

Il salame turco, chiamato anche salame di cioccolato, è un tipico dolce siciliano; si ha l'abitudine di prepararlo in casa in maniera molto semplice ed artigianale. La sua preparazione consiste nel mettere insieme cacao in polvere amaro, biscotti secchi sbriciolati, zucchero, uova e dare al composto una forma allungata come fosse un salame, poi lo si mette nel freezer per un paio d'ore fino a quando non prende la giusta consistenza. Va servito freddo.
- La cuccìa

È un dolce al cucchiaio siciliano diffuso in tutta la Sicilia, ma originario di Siracusa, dove viene preparato in occasione della festività in onore di Santa Lucia. Questo dolce nella cucina siciliana, derivato dal kykeòn, la pietanza a base di chicchi di grano che si consumava durante i misteri eleusini, in onore a Demetra, viene legato ad un miracolo operato dalla santa patrona di Siracusa, sin dal XVI secolo. Originariamente consisteva nel mangiare del grano bollito, poi si è trasformato in un vero dolce, per cui al grano è stata aggiunta della ricotta zuccherata o della crema al cioccolato, canditi, pezzetti di cioccolata fondente, mandorle e altri ingredienti.
- Il diplomatico ("U diplumàticu" in siciliano)

È un dolce molto diffuso in Sicilia; presenta forma quadrangolare ed è a base di pasta sfoglia farcita con panna e crema pasticcera (o ricotta).
- Il Cioccolato di Modica

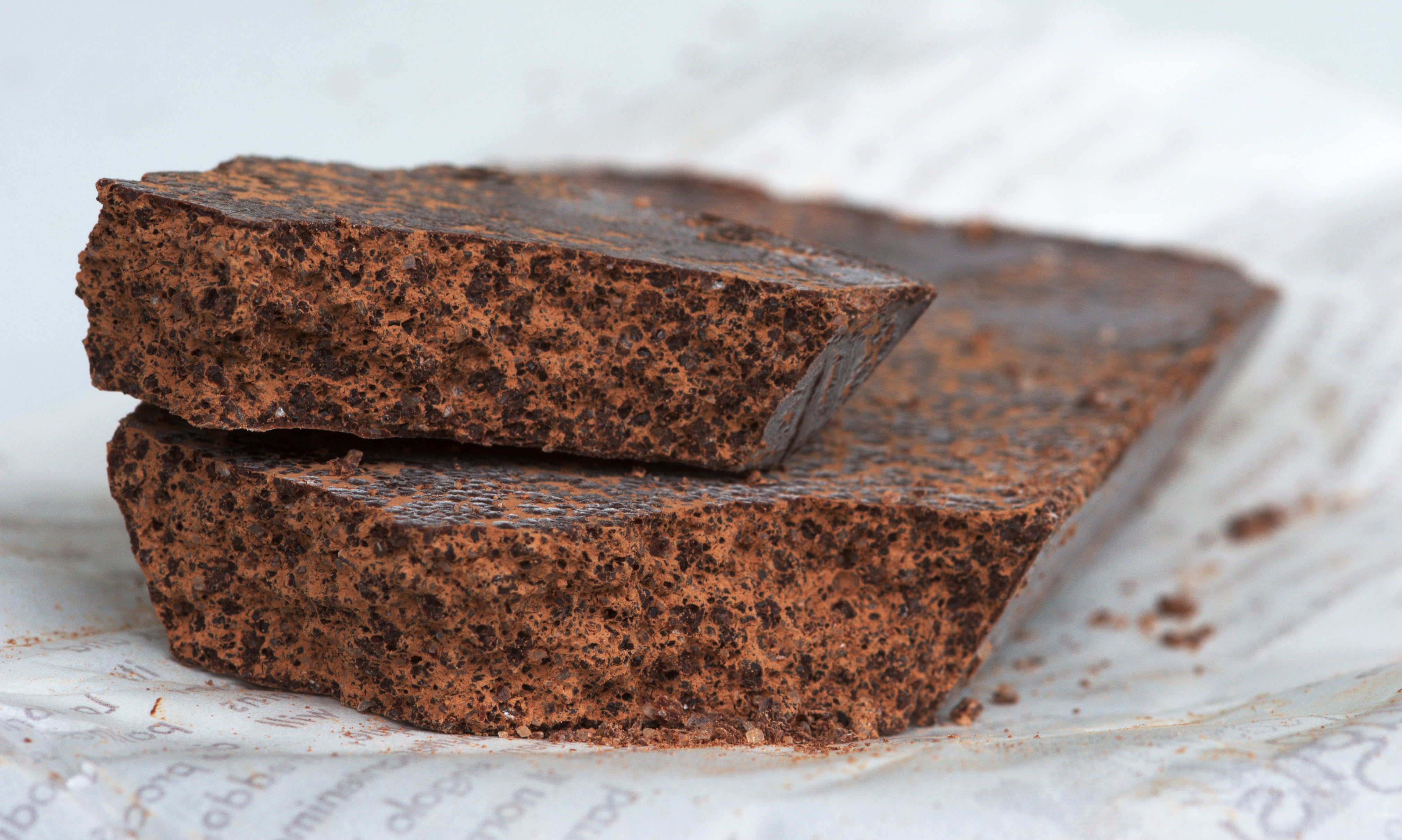
Cioccolato di Modica

Si ottiene da una particolare lavorazione "a freddo" del cioccolato che esclude la fase del concaggio.
- Il torrone

Dolce tipico natalizio, ampiamente diffuso sulle tavole siciliane; viene preparato con miele, albume d'uovo, mandorle, nocciole o pistacchi.
- Il sorbetto

Il Sorbetto è un dolce dall'antica tradizione, lo si usa spesso come alimento per separare le portate di pesce da quelle di carne; poiché il suo sapore agro-dolce è adatto a rinfrescare il palato. Il più noto è il Sorbetto al limone ma vi è pure all'arancio, alla fragola e in altri gusti.
- Il biancomangiare

Dolce siciliano (ma consumato anche in Sardegna e Valle d'Aosta) principalmente conosciuto nel palermitano e nella zona del ragusano; la sua preparazione prevede latte, zucchero, vaniglia e cannella, ma sono presenti molte varianti locali.
- La brioscia

Dolce al forno siciliano che viene spesso accompagnato alla granita di mandorle o farcita di gelato.
- Iris alla crema

Una delizia tutta siciliana: sono delle soffici brioscine ripiene con crema alla vaniglia o al cioccolato, ricoperte da una croccante e irresistibile crosticina.
- Le pesche

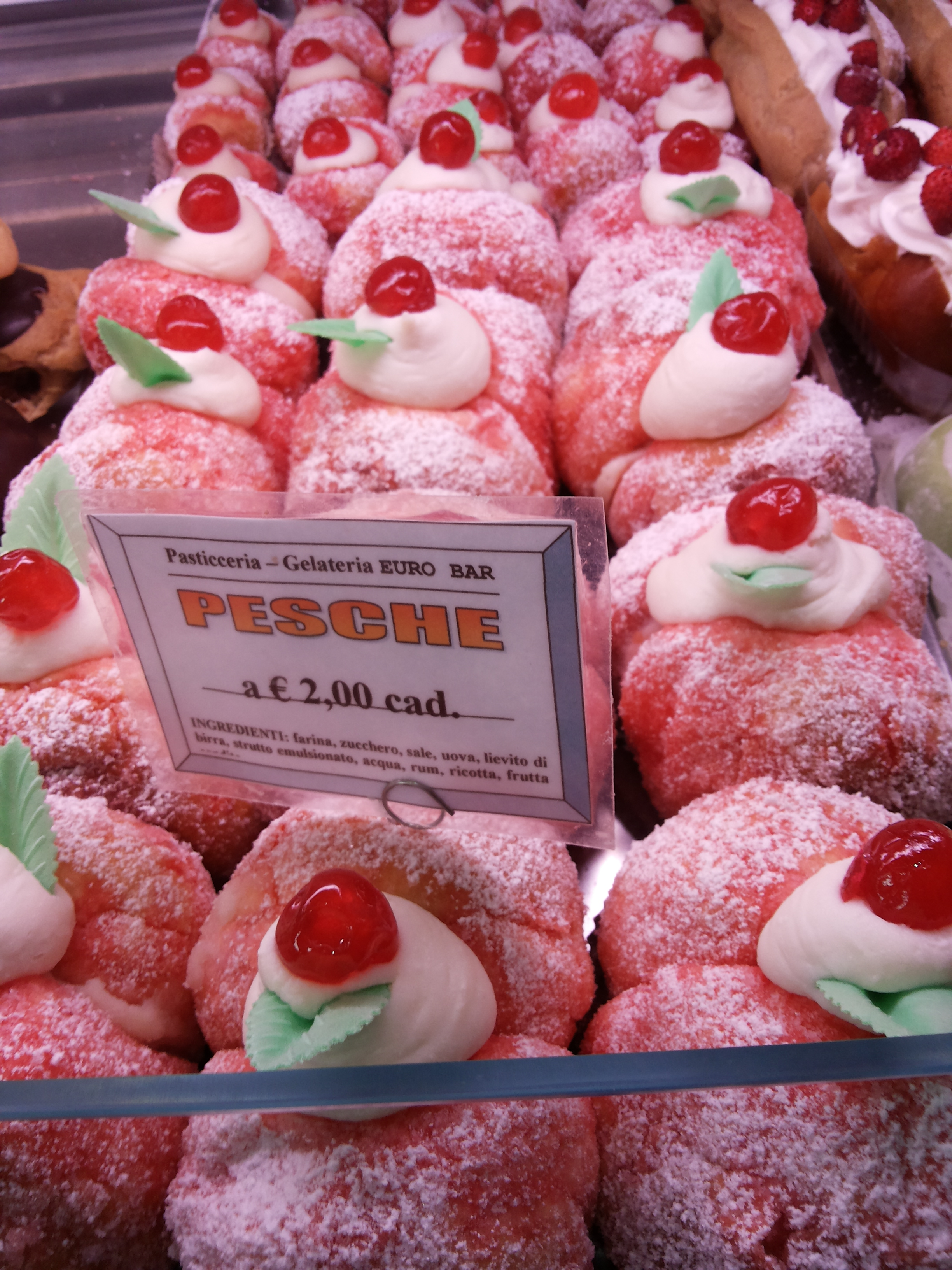
Pesche in una pasticceria del trapanese

Due sfere di pan di spagna imbevuto di un liquore alchermes, con al centro della ricotta zuccherata, dall'aspetto molto simile alla pesca
- Il buccellato

Diffuso in tutta l'isola; si tratta di un impasto di pasta frolla, steso a sfoglia non sottile e farcita con un ripieno di fichi secchi, uva passa, mandorle, scorze d'arancia o altri ingredienti che variano a seconda delle zone in cui viene preparato, poi chiusa e conformata in vari modi, spesso a forma di ciambella.
- I cuḍḍureḍḍi o pani cu l'ovu

La sua base è costituita da farina, acqua, lievito e sale. In Sicilia molto preparata è anche la cuḍḍura con le uova sode intere inserite nel centro, chiamato cuḍḍura cu l'ova, che si consuma a Pasquetta. Una ricetta molto simile era preparata dalle ragazze per i fidanzati, a dimostrazione del loro amore, sagomandola a forma di cuore.
- La cuḍḍura di San Paulu

Pane votivo preparato in occasione della celebrazione del martirio di san Paolo.
- La torta fedora

La torta fedora, o torta di ricotta, è una torta a base di ricotta di pecora zuccherata, pan di Spagna, gocce di cioccolato e infine decorata con pistacchio e mandorle.
- L'agnello pasquale

Dolce tipico in tutta l'isola.

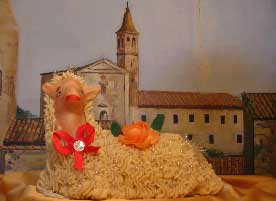
Agnello pasquale di una pasticceria di Favara

Preparato per le festività pasquali, dalla caratteristica forma di agnello costituito da pasta reale (pasta di mandorle) e ripieno di pasta di pistacchio.
- Il Gelo di melone (gelatina di anguria)

Il gelo di melone (jelu di miluna), anche detto gelo d'anguria, è un tipico dolce al cucchiaio siciliano, tradizionalmente preparato a Ferragosto. L'ingrediente principale è l'anguria.
- Il latte di mandorla

Il latte di mandorla è una bevanda a base di farina di mandorle tipicamente siciliana ma ampiamente diffusa nel Meridione d'Italia.
- I muccunetti

I muccunetti ("bocconcini"), sono antichi dolci tipici della Sicilia occidentale, in particolare di Mazara del Vallo; realizzati con zuccata, mandorle, zucchero e uova. I muccunetti vengono realizzati tutti a mano seguendo l'antica ricetta, e confezionati ad uno ad uno nella carta velina, a forma di grosse caramelle.
- La pignolata messinese: pignolata glassata e pignolata al miele

Sono due dolci tipici della zona Nord-orientale della Sicilia (Messina) e della Calabria. Per quanto riguarda la città siciliana messinese, queste due ricette prevedono entrambe l'ingrediente base che è la "pigna", ovvero un pallino di pasta fritto e ricoperto di miele o di glassa (cioccolato o limone) a seconda della ricetta. Esistono delle varianti di questo dolce nel ragusano.
- La petrafennula

La petrafènnula (o pietrafendola, petrafernula) è un tipico dolce siciliano, diffuso in tutta l'isola, e consumato per la festa dell'Immacolata e nel periodo natalizio. Di origine araba, viene preparato con miele, mandorle, bucce di cedro e arance, confetti e cannella, ed è una sorta di torrone estremamente duro.
- Le rame di Napoli

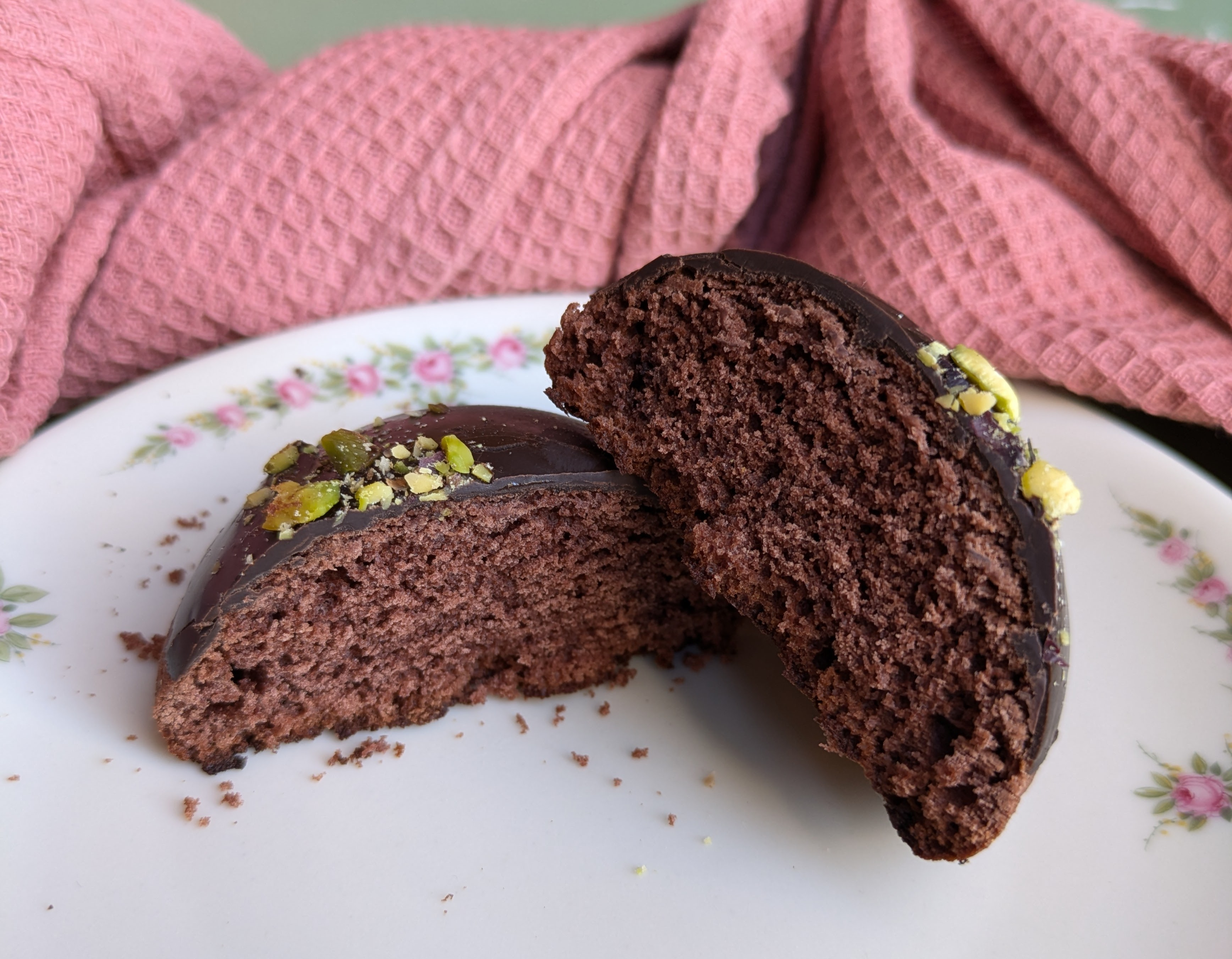
Rame di Napoli

Le rame di Napoli sono un dolce tipico di Catania consumato durante le festività dei defunti. È un biscotto dal cuore morbido al gusto di cacao, ricoperto per intero da una glassa di cioccolato fondente. Non si conosce con esattezza l'origine del nome tuttavia esistono varie ipotesi: la prima cita un famigerato pasticciere di Napoli come inventore di questa ricetta; un'altra ipotesi parla di un atto di vassallaggio della Sicilia nei confronti di Napoli durante l'epoca del Regno delle due Sicilie.
- Le sfince di San Giuseppe

Principalmente diffuso nella parte occidentale della Sicilia, viene consumato in particolar modo verso il 19 marzo, durante la festa di San Giuseppe. La sfincia (dal latino spongia, "spugna", oppure dall'arabo isfanǧ "spugna"), indica una frittella di pasta addolcita con il miele o con zucchero e cannella, e per quella festività ripiena di ricotta zuccherata. Si tratta di un dolce fritto tipico siciliano, quindi inserito nella lista dei prodotti agroalimentari tradizionali italiani (P.A.T) del Ministero delle politiche agricole alimentari e forestali (Mipaaf).
- La patata

Dolce di pan di spagna con all'interno crema pasticcera, ricoperto di pasta di mandorle marrone, puntellata di pinoli.
- Gli nzuḍḍi

Gli nzuḍḍi (traducibile come "Enzelli") sono biscotti che, si dice, venissero preparati dalle suore vincenziane di Catania, da cui deriva il loro nome. Gli nzuḍḍi sono dei deliziosi biscotti a base di mandorle, dal sapore speziato della cannella, dei chiodi di garofano e arricchiti con scorze d’arancia candite. Vengono preparati in occasione della festività dei morti e di Ognissanti.

### Altri dolci tipici

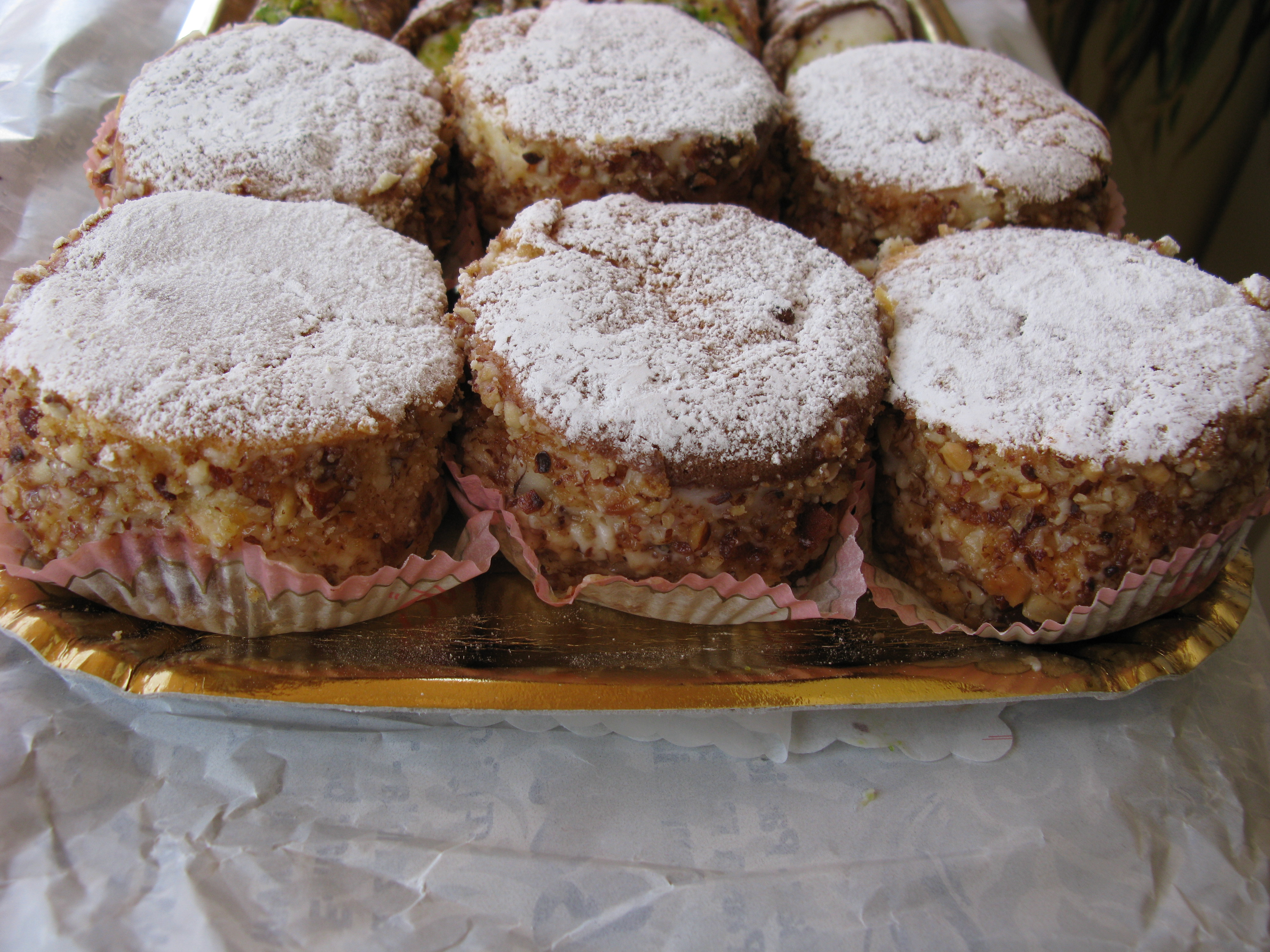
La Pasta Elena

- Biscotti di San Martino
- Caldo freddo
- Cartoccio o Macallè
- Cassateḍḍi ragusani
- Cioccolato modicano
- Cucciḍḍata
- Gelato
- Gelato di campagna
- Le genovesi del borgo ericino, sono dolci di pasta frolla con all’interno una delicata crema pasticcera.Genovese
- Mpanatigghi modicane
- Iris (fritte o al forno)
- Mustazzoli Siciliani
- Muffoletta ca ricotta

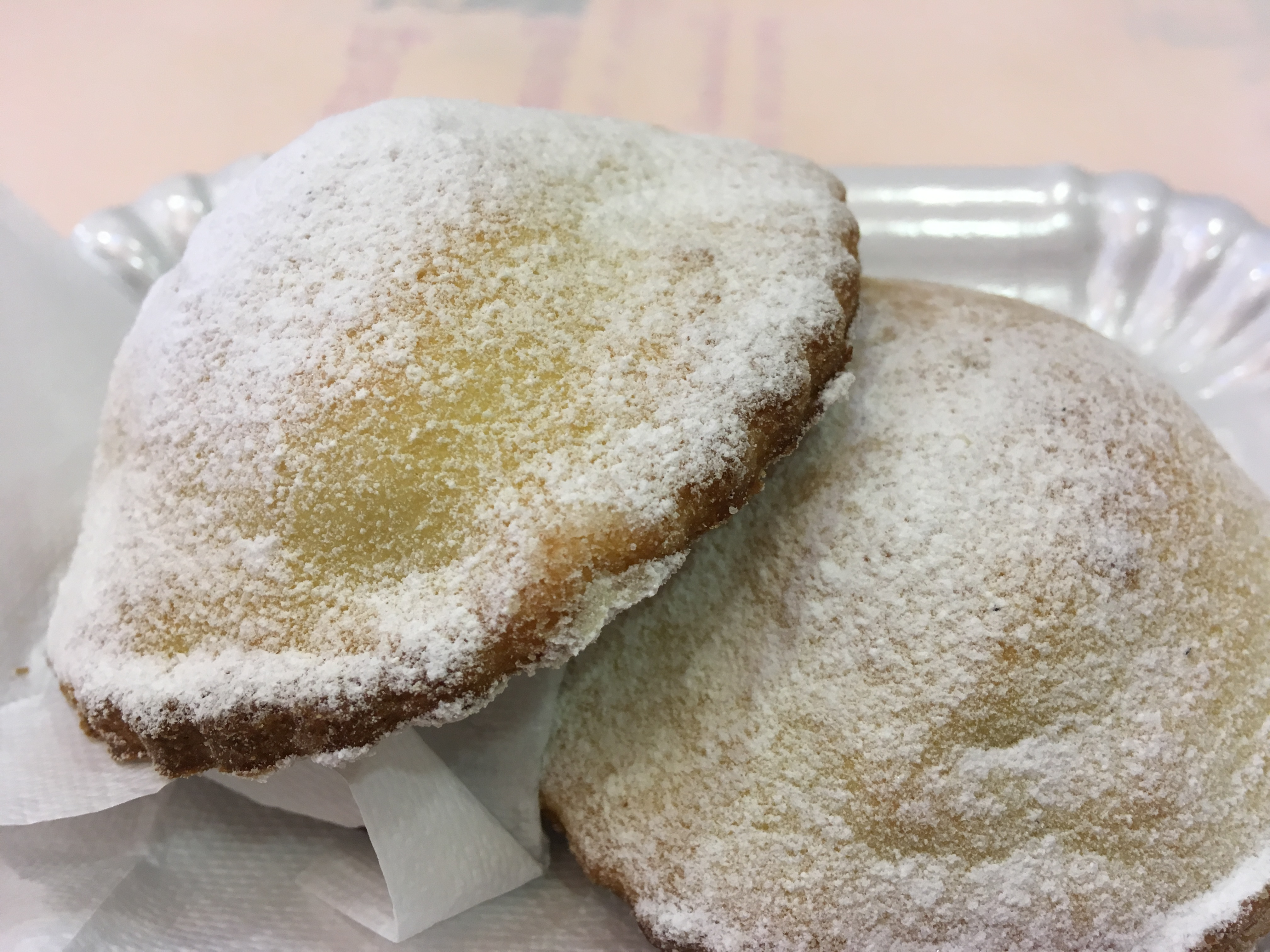
Le genovesi del borgo ericino, sono dolci di pasta frolla con all’interno una delicata crema pasticcera.

- Nzḍḍi – biscotti tradizionali di Ognissanti[80]
- Pasta Elena
- Pupi con l'uovo
- Pupi di zucchero
- Testa di turco
- Torta di mandorle
- Torta di pistacchio
- Torta Savoia
- Tricotti

## Varie
- Acqua 'i zammù (acqua di anice)
- Caciucavaḍḍu chî passuluna e âlivi
- Caciu a l'argintera
- Ciuscieḍḍu o rusceḍḍu
- Cuḍḍuruni
- Nfasciatieḍḍi
- Nfrigghiulata
- Nucàtuli
- Ova rutti a l'acqua (patate a brodo con carote e uova)
- Pastieri
- Pecoricco (Primo sale con peperoncino, olive ripiene, rucola e capperi).
- Pesto di pistacchi
- Pizzolo
- Salamarigghiu
- Scacciata siciliana
- Sangeli o Sanguinaccio

## Galleria d'immagini

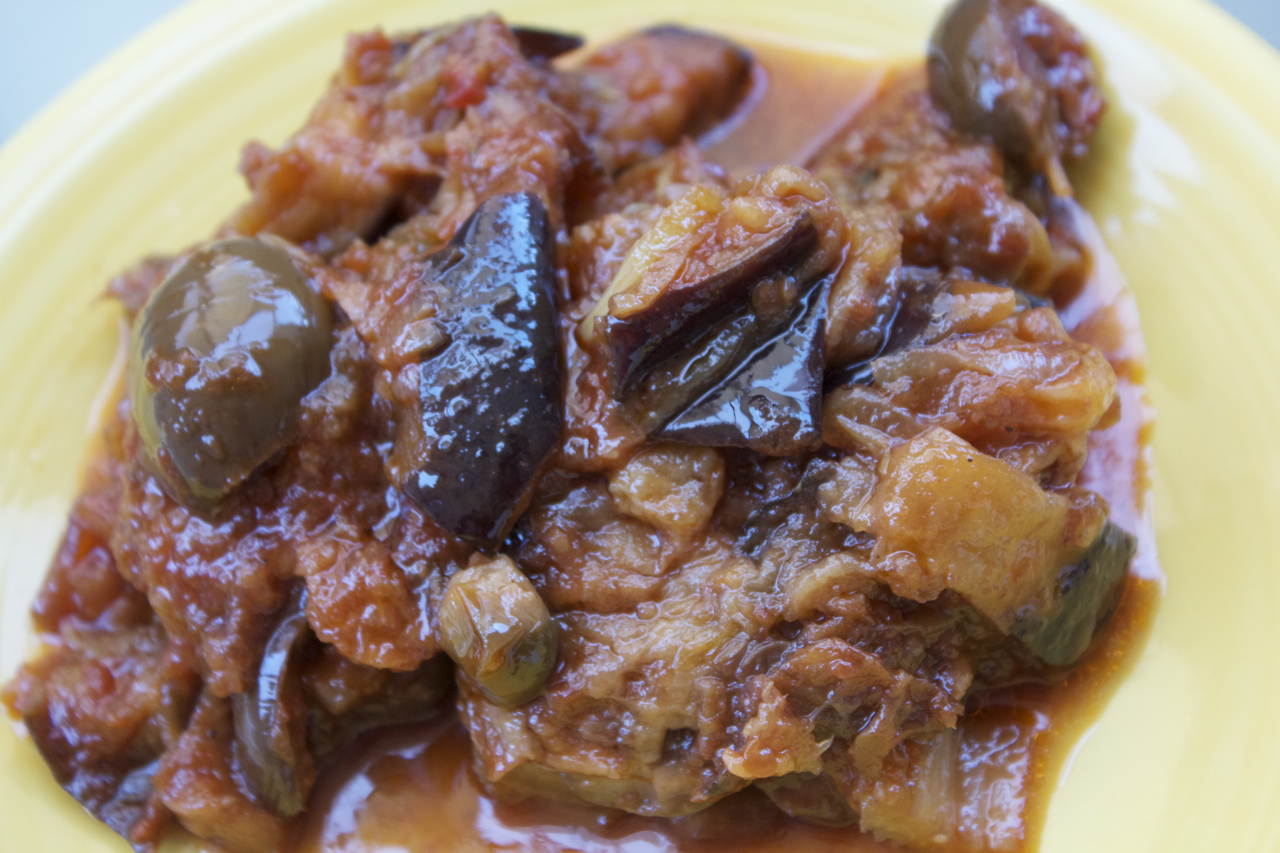
Caponata
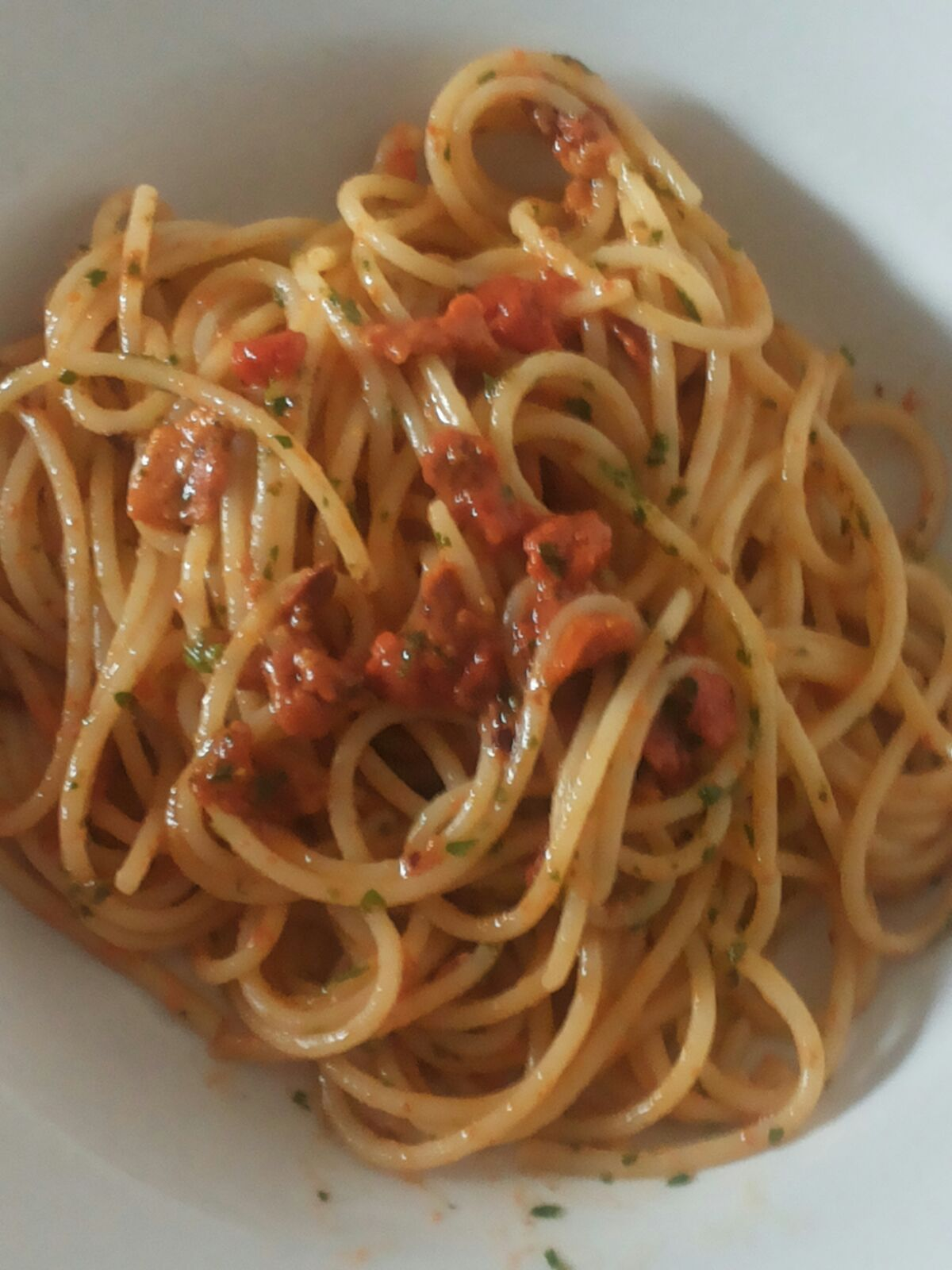
Spaghetti ai ricci di mare
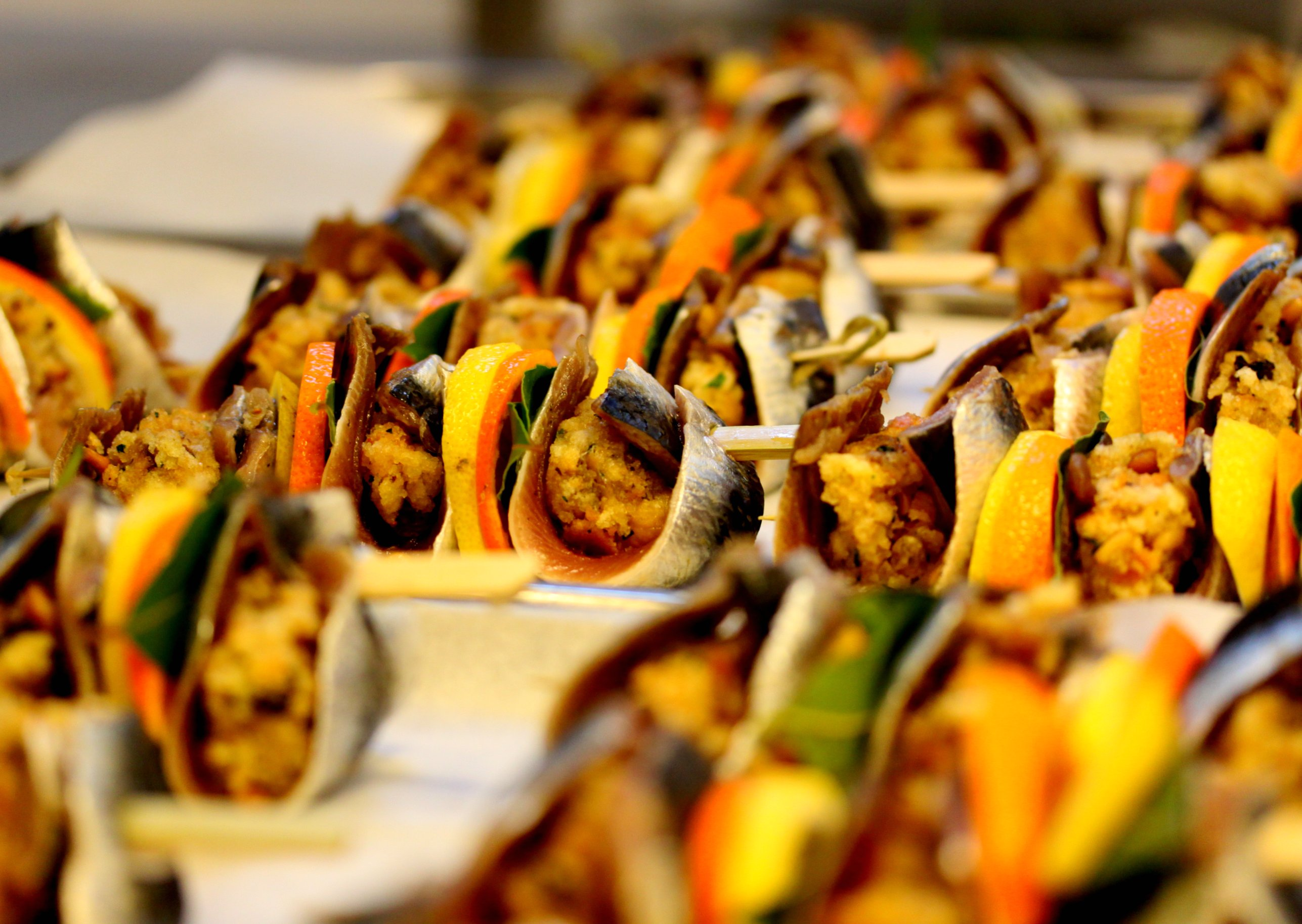
Sarde a beccafico
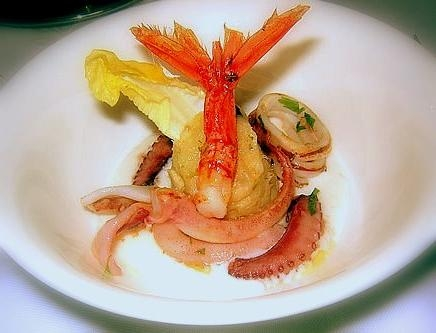
Stoccafisso alla messinese
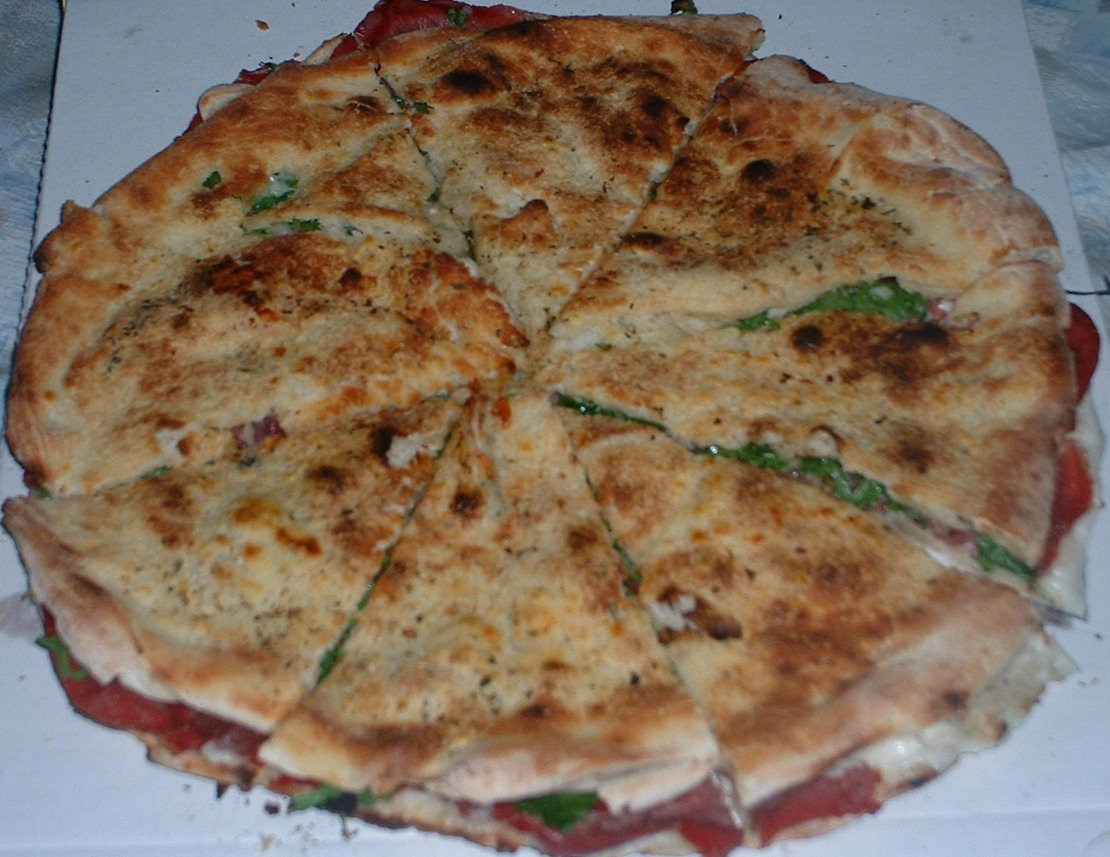
Pizzòlo
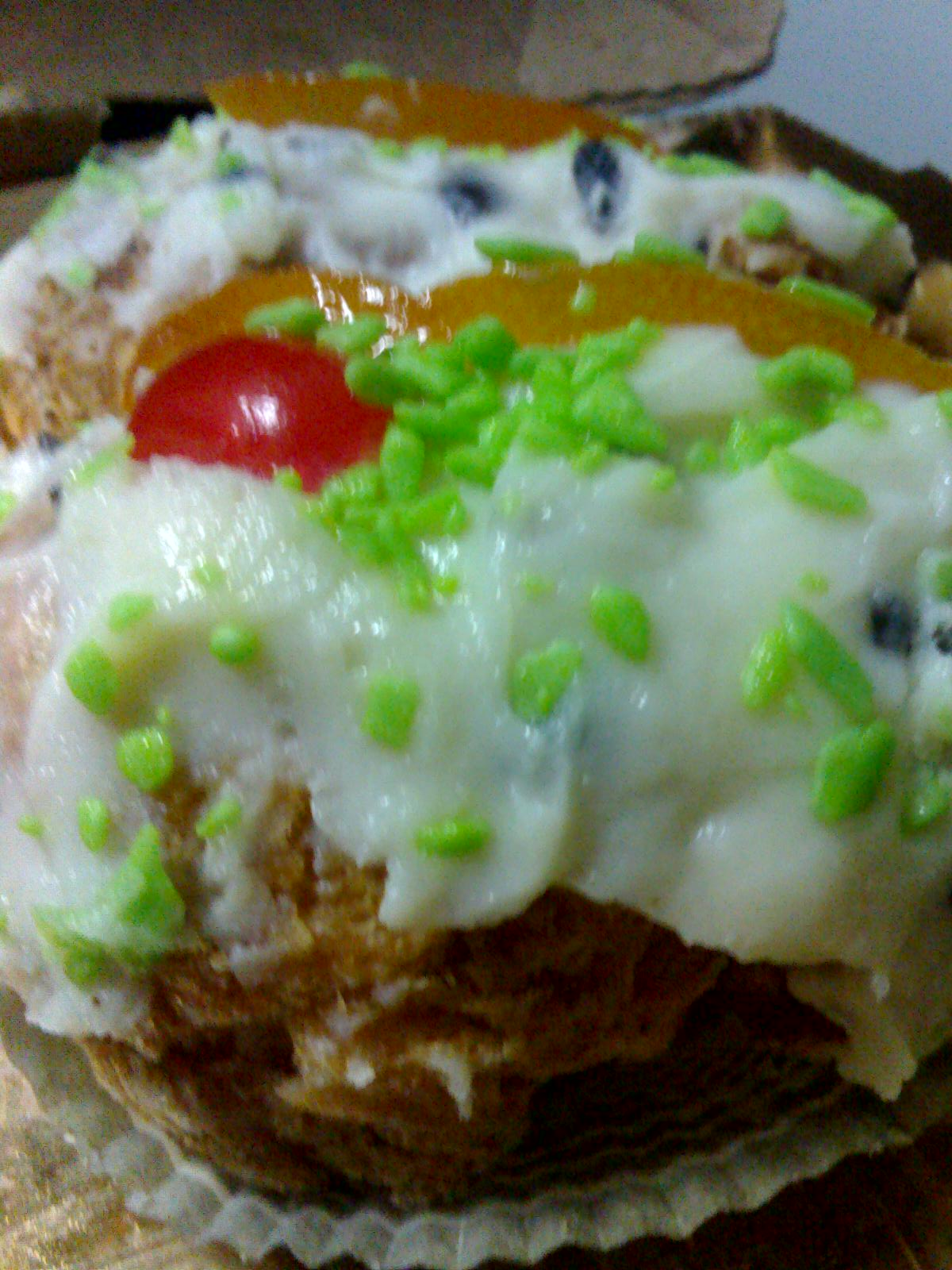
Sfince con la ricotta
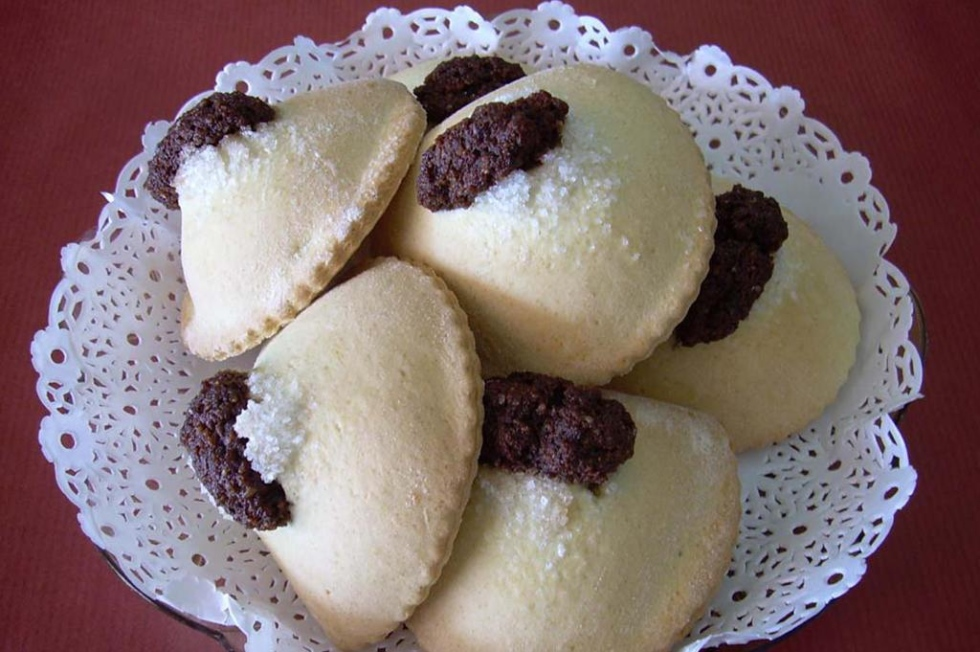
'Mpanatigghi modicane